# Museo de América
El Museo de América es un museo nacional español con sede en Madrid, en el número 6 de la avenida de los Reyes Católicos, en la Ciudad Universitaria. Fue creado mediante Decreto de 19 de abril de 1941 como un deslinde de las colecciones de arqueología, arte y etnografía americanos que hasta ese momento pertenecían al Museo Arqueológico Nacional. 
Posee más de 25 000 obras, que comprenden cronológicamente desde el Paleolítico hasta la actualidad y cubren la totalidad del continente. Colecciona todo tipo de piezas arqueológicas, artísticas y etnográficas, salvo las de numismática, que se conservan esencialmente en el Museo Arqueológico Nacional, y las de arte moderno, en el Museo Nacional Centro de Arte Reina Sofía. Accesoriamente, tiene asimismo una pequeña colección de historia natural y una xiloteca. La mayor parte de los objetos proceden o están relacionados con el Nuevo Mundo, aunque también cuenta con una importante colección de Oceanía y Filipinas, además de un reducido número de piezas originarias de África, e incluso de lugares sin relación alguna con las exploraciones y conquistas ultramarinas españolas, como un grupo de cerca de cien objetos samis (lapones).  
El museo es de titularidad estatal y de gestión directa del ministerio con competencias en cultura (actualmente, el Ministerio de Cultura). Orgánicamente depende de la Subdirección General de Museos Estatales de la Dirección General de Bellas Artes.

## Historia

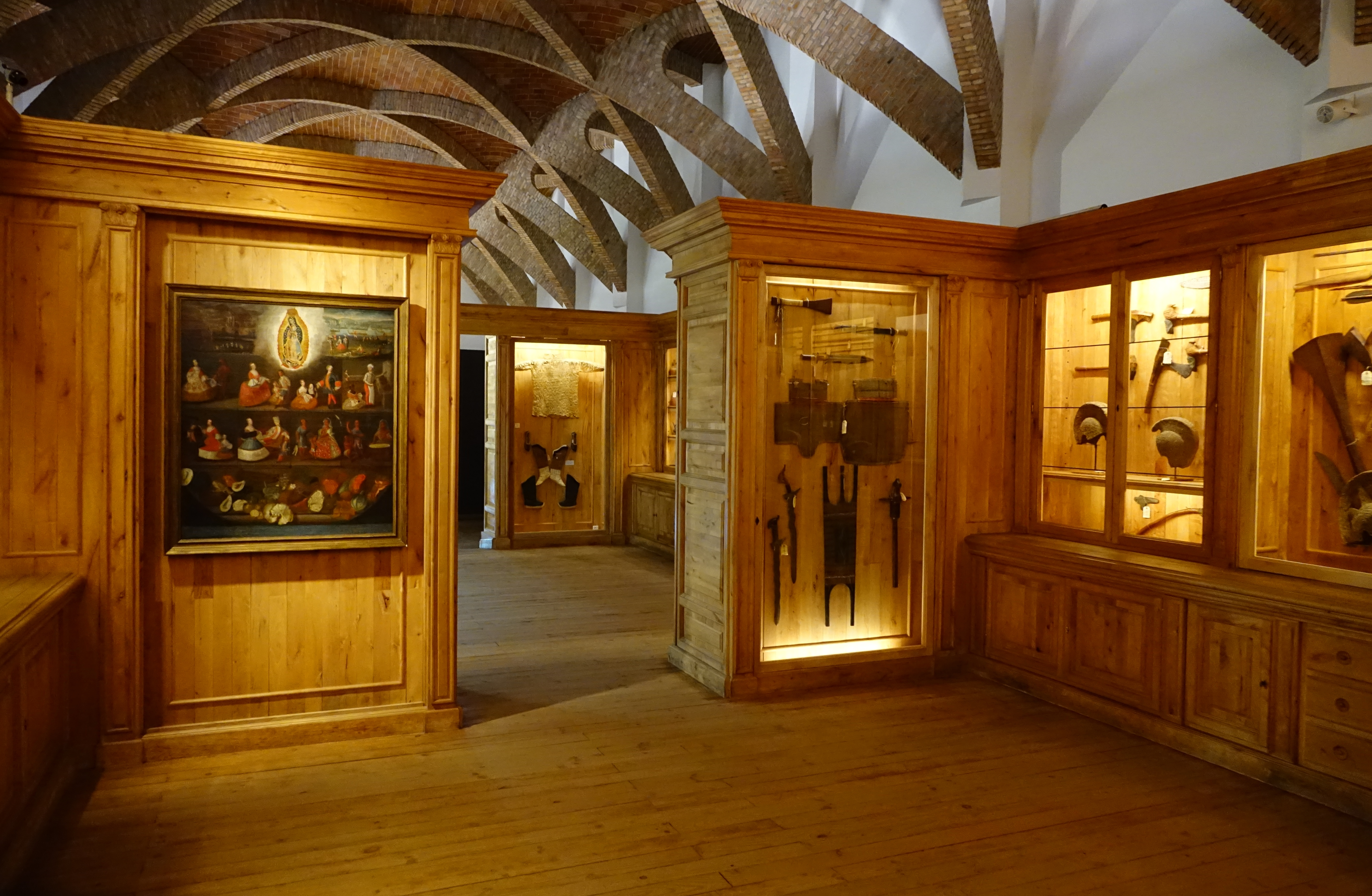
Salas que recrean el aspecto del Real Gabinete de Historia Natural, origen del museo.

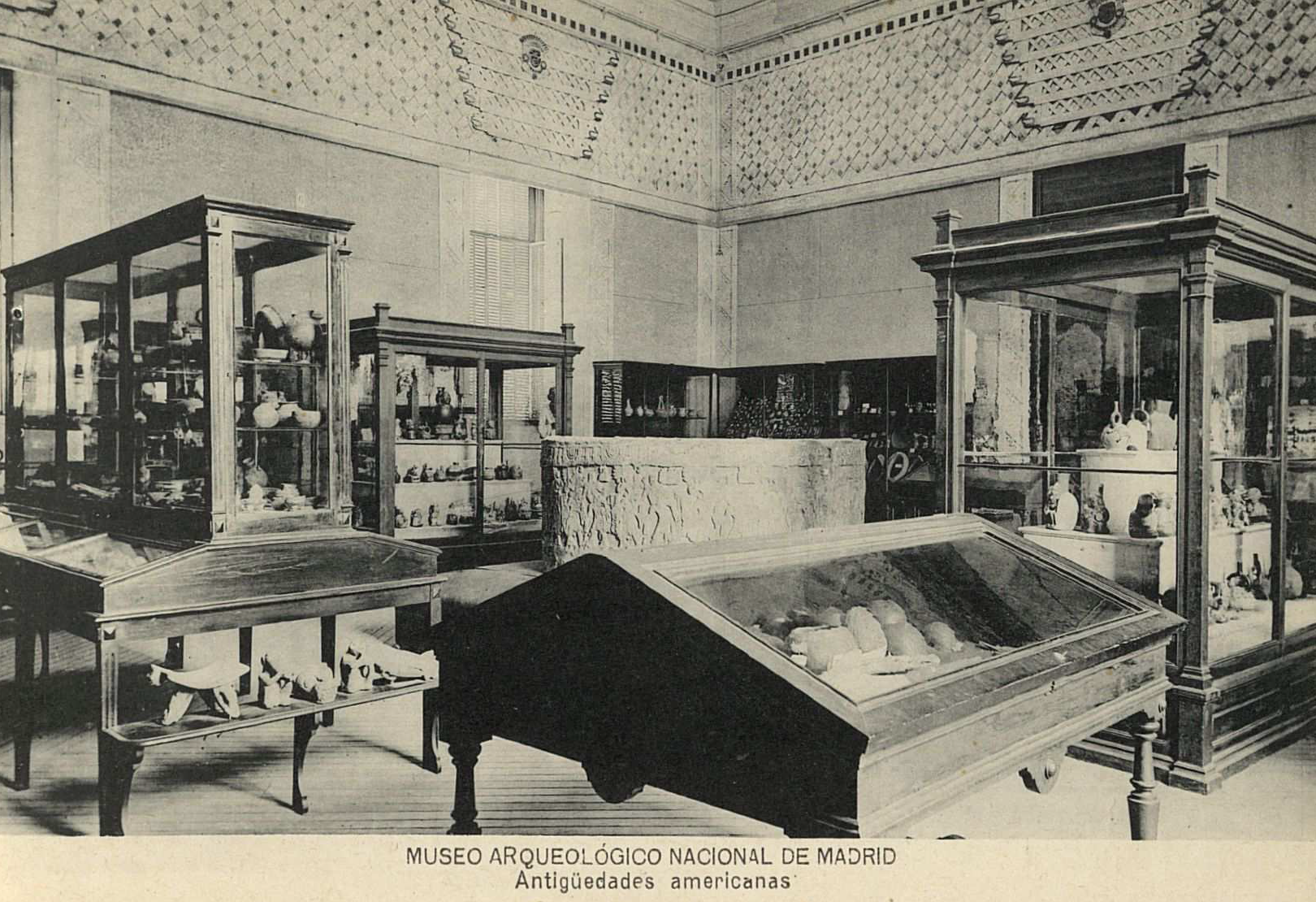
Imagen de una de las salas en las que se exponían las colecciones americanas cuando formaban parte del Museo Arqueológico Nacional, en una tarjeta postal de principios del de la casa Hauser y Menet.

El incendio del Alcázar de Madrid de 1734 destruyó las colecciones americanas que los reyes de España habían ido formando, que incluían las piezas ofrecidas a la Corona por los conquistadores. Solo se tiene constancia de que se salvaran un reducido número de piezas por encontrarse en otros lugares, como los códices y las mitras de plumas que se conservan en el Monasterio de El Escorial y algunos códices mexicanos que estaban en la Real Biblioteca Pública, hoy Biblioteca Nacional de España. A causa de ello, las colecciones más antiguas del Museo son las procedentes del Real Gabinete de Historia Natural, constituido por Carlos III en 1771 a partir de la donación de la colección que Pedro Franco Dávila había reunido durante su estancia de más de catorce años en París. Con el fin de aumentar los fondos, esta institución emitió a los territorios de la América española instrucciones para la recopilación y remisión de obras representativas, que incluyeron piezas procedentes de las primeras excavaciones arqueológicas que se llevaron a cabo en el continente. Asimismo se incorporaron al Real Gabinete materiales etnográficos obtenidos en las expediciones científicas y de descubrimiento.
En 1868 las colecciones de antigüedades, arte y etnografía del Real Gabinete (que en 1815 había sido disuelto e integrado, junto con otras instituciones, en el nuevo Real Museo de Ciencias Naturales de Madrid, antecedente directo del actual Museo Nacional de Ciencias Naturales) fueron transferidas al Museo Arqueológico Nacional, creado el año anterior, a las que se sumaron las del Museo de Medallas y Antigüedades de la Biblioteca Nacional, que tenía algunas piezas americanas, las de la Escuela Superior de Diplomática y las de la Real Academia de la Historia. Del Museo Arqueológico a su vez se separarían las de origen americano (hasta entonces en la Sección IV o de Etnografía) por el Decreto de creación del Museo de América, de 19 de abril de 1941, que establecía que «El fondo inicial lo constituirán las colecciones de Etnografía y Arqueología americanas existentes en el Museo Arqueológico Nacional, con sus libros, vitrinas y mobiliario». Aunque el decreto fundacional no las mencionaba, también pasaron al nuevo museo las colecciones de Filipinas y Oceanía, al igual que una pequeña colección africana y el conjunto de cerca de cien objetos samis que había sido donado al MAN en 1896 por el ingeniero sueco Åke Sjögren.
Ya creado el nuevo museo, la colección fue instalada provisionalmente en el ala izquierda de la planta principal del propio MAN, inaugurándose el 13 de julio de 1944. Eran tan solo once salas, siete dedicadas a los fondos precolombinos y las otras cuatro a los coloniales. En 1962 comenzó el traslado a su emplazamiento definitivo, que fue inaugurado oficialmente tres años después, el 17 de julio de 1965. El Museo permaneció cerrado entre 1981 y 1994 debido a trabajos de remodelación.
Tiene calificación de Bien de Interés Cultural con categoría de monumento en virtud del Decreto 474/1962, de 1 de marzo (BOE de 9 de marzo), mediante el que determinados museos fueron declarados monumentos histórico-artísticos.

## Sede

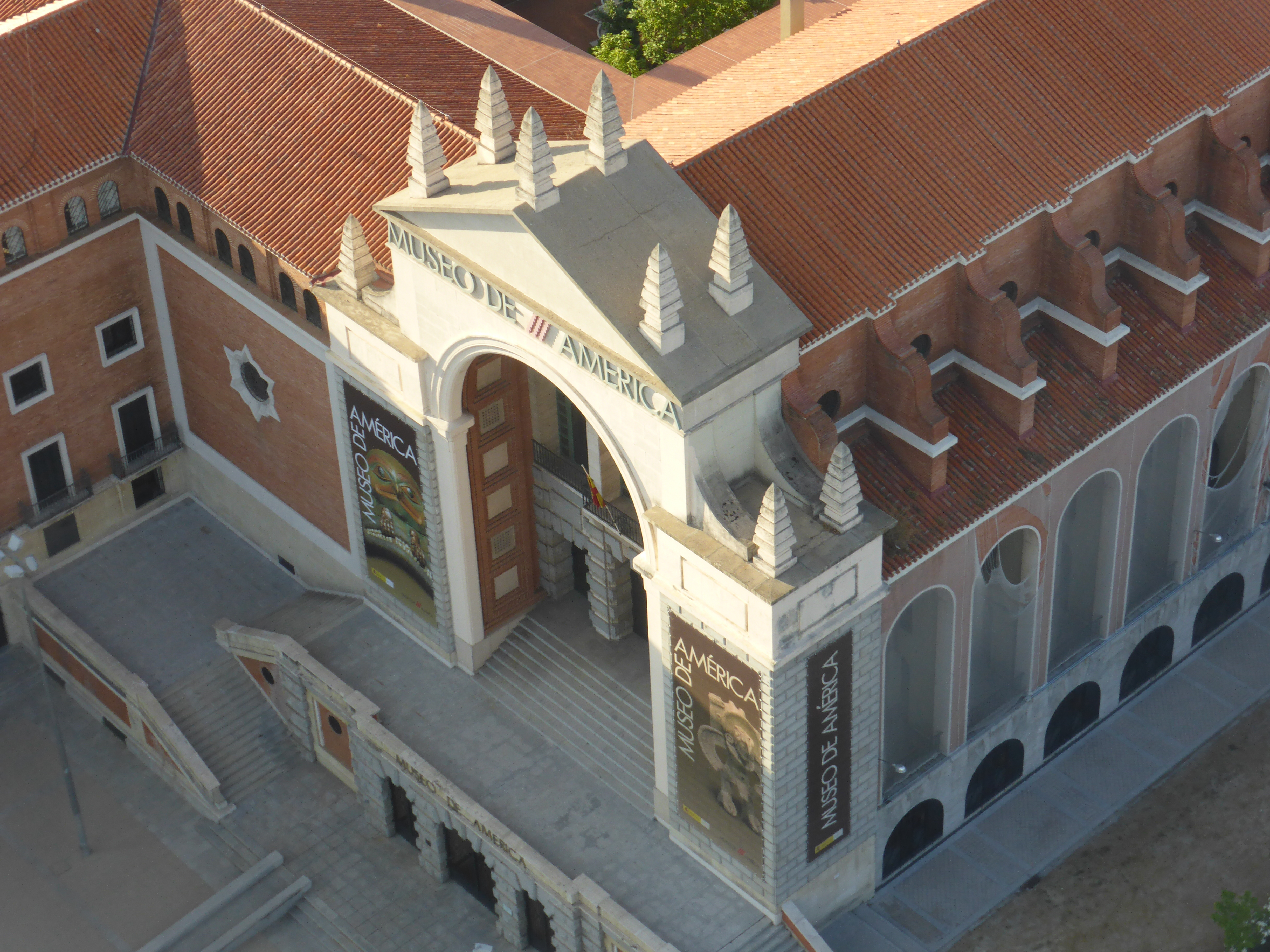
Detalle de la fachada principal desde el Faro de Moncloa.

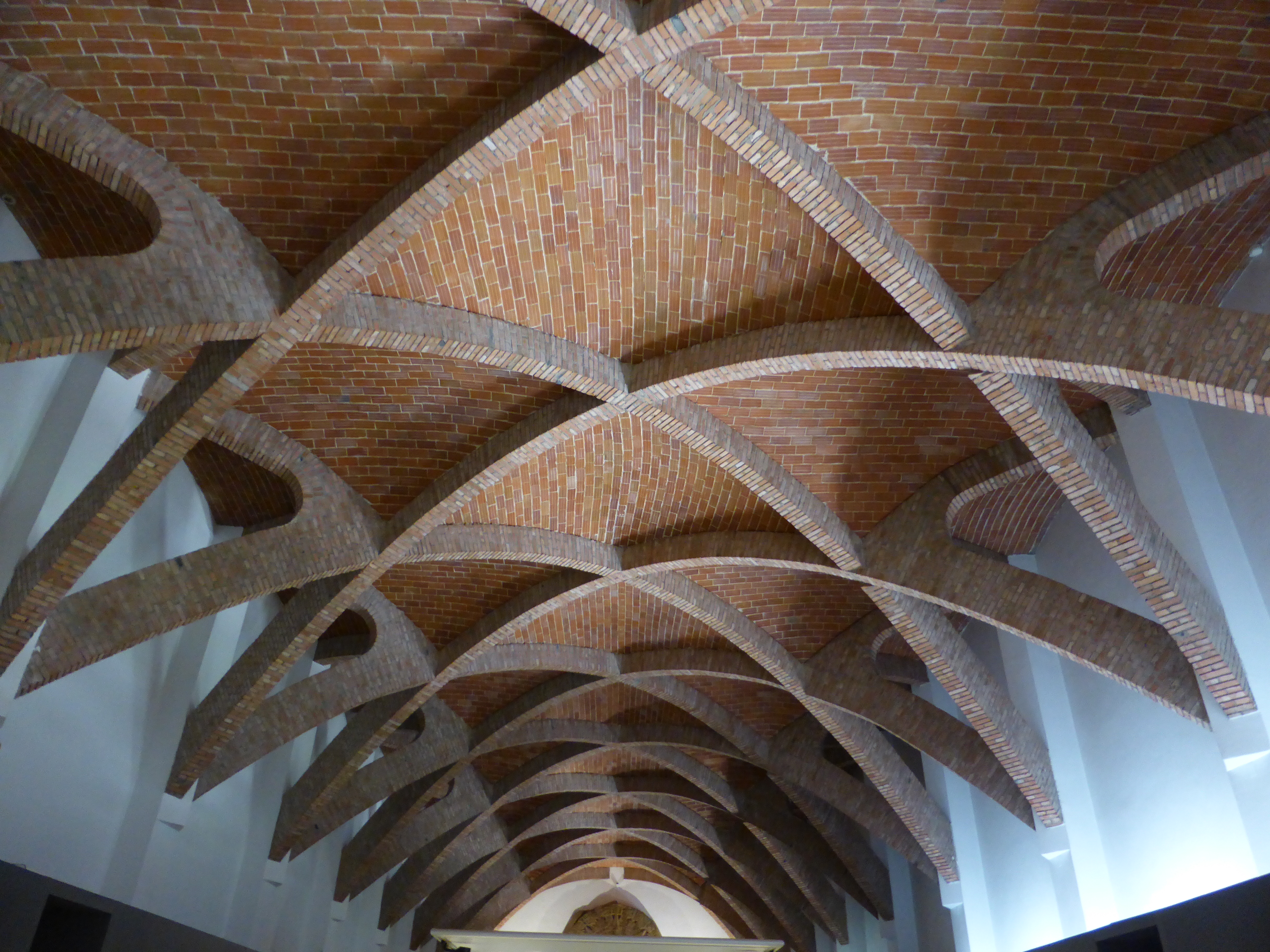
Bóveda tabicada con nervaduras, en la primera planta, salas 1 y 2.

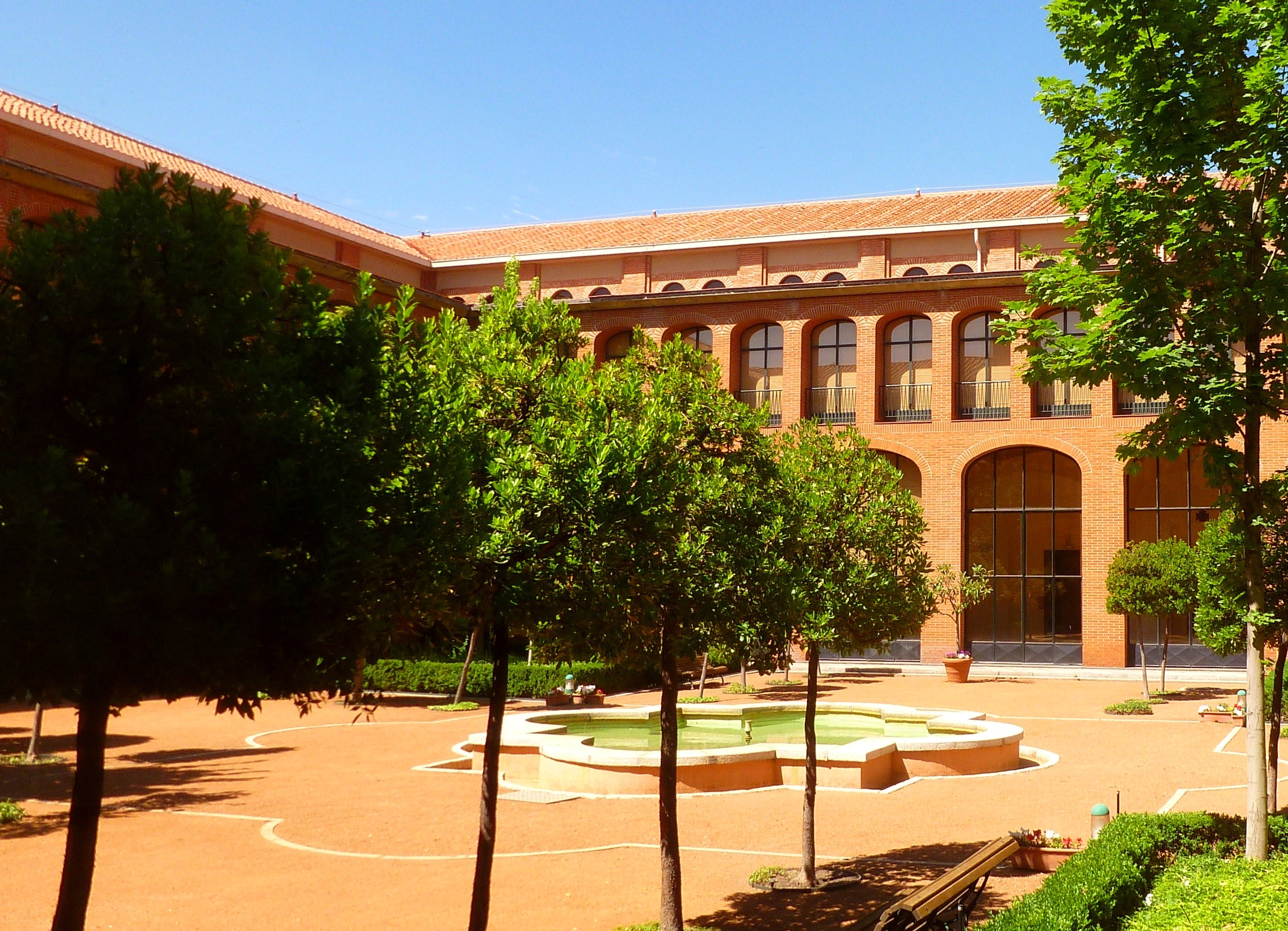
Vista del claustro.

Rodeado de espacios arbolados, el Museo de América se ubica en una zona del campus de la Universidad Complutense que se quiso reservar para consagrar los vínculos entre España y el continente americano (en las inmediaciones se construyó también el Instituto de Cultura Hispánica, predecesor de la actual Agencia Española de Cooperación Internacional para el Desarrollo). Su superficie total es de 17.400 m², y cuenta con dieciséis salas dedicadas a la colección permanente y tres a exposiciones temporales.
El proyecto del inmueble fue encargado por Pedro Muguruza, que ocupaba el cargo de director general de Arquitectura, a Luis Moya, que le ofreció a Luis Martínez-Feduchi colaborar en él. Concibieron un edificio historicista de estilo neoherreriano y neocolonial, con el interior organizado en torno a un claustro central ajardinado, al modo de las misiones y palacios coloniales. Moya se ocupó de las partes más estructurales y Martínez-Feduchi de las más historicistas y decorativas, como la torre. Los arquitectos, ante la escasez de hierro y cemento que había en España en aquella época, se decidieron por una estructura íntegramente de ladrillo, destacando en ella la cubrición mediante bóvedas tabicadas —en las que Luis Moya era un maestro—, todas diferentes, algunas de las cuales, reforzadas (a la vez que decoradas) con nervaduras, alcanzan los doce metros de luz. Las obras se llevaron a cabo entre 1943 y 1954, aunque algunas partes del proyecto no se llegaron a ejecutar. Además, hasta la reforma el Museo tuvo que compartir el edificio con otras instituciones que a partir de 1952 fueron instalándose en él: la parroquia de la Ciudad Universitaria —iglesia parroquial de Santo Tomás de Aquino—, que se instaló en la sala que estaba destinada a exposiciones temporales, el Colegio Mayor Sacerdotal, el Seminario Sacerdotal Hispanoamericano, el Museo Nacional de Reproducciones Artísticas (1961-1990), el Instituto de Conservación y Restauración de Obras de Arte y la Escuela de Restauración.
En 1980 se inició una profunda remodelación del edificio que hizo que el Museo tuviera que cerrar sus puertas al público el 28 de diciembre de 1981. Durante los primeros cinco años, hasta 1986, permaneció abierta una sala para mostrar exposiciones temporales, aunque luego el cierre fue ya total. Se desalojó del inmueble a las instituciones ajenas al Museo que permanecían en él (el Instituto de Conservación y Restauración de Obras de Arte ya lo había abandonado al construirse su nueva sede) y se ejecutó un proyecto, bajo la dirección del arquitecto Antón Capitel (biógrafo, además, de Luis Moya), para intentar terminar el edificio según el plan original, aparte de recuperar la totalidad del espacio para los fines museológicos para los que había sido concebido. Aunque se pretendió hacer coincidir la reinauguración con el V Centenario del Descubrimiento de América, los retrasos en las obras (las indecisiones y cambios de criterio en el Ministerio dieron como resultado la redacción de cuatro proyectos sucesivos) hicieron finalmente que no pudiera tener lugar hasta dos años más tarde, el 12 de octubre de 1994. Los trabajos triplicaron la superficie disponible y permitieron dotar de nuevas áreas de servicio al Museo, que además estrenó un nuevo montaje museográfico, que estuvo a cargo de Juan Ignacio Macua y Pedro García Ramos. La inversión fue de 1.200 millones de pesetas para las obras y otros 425 para la instalación.

## Colecciones

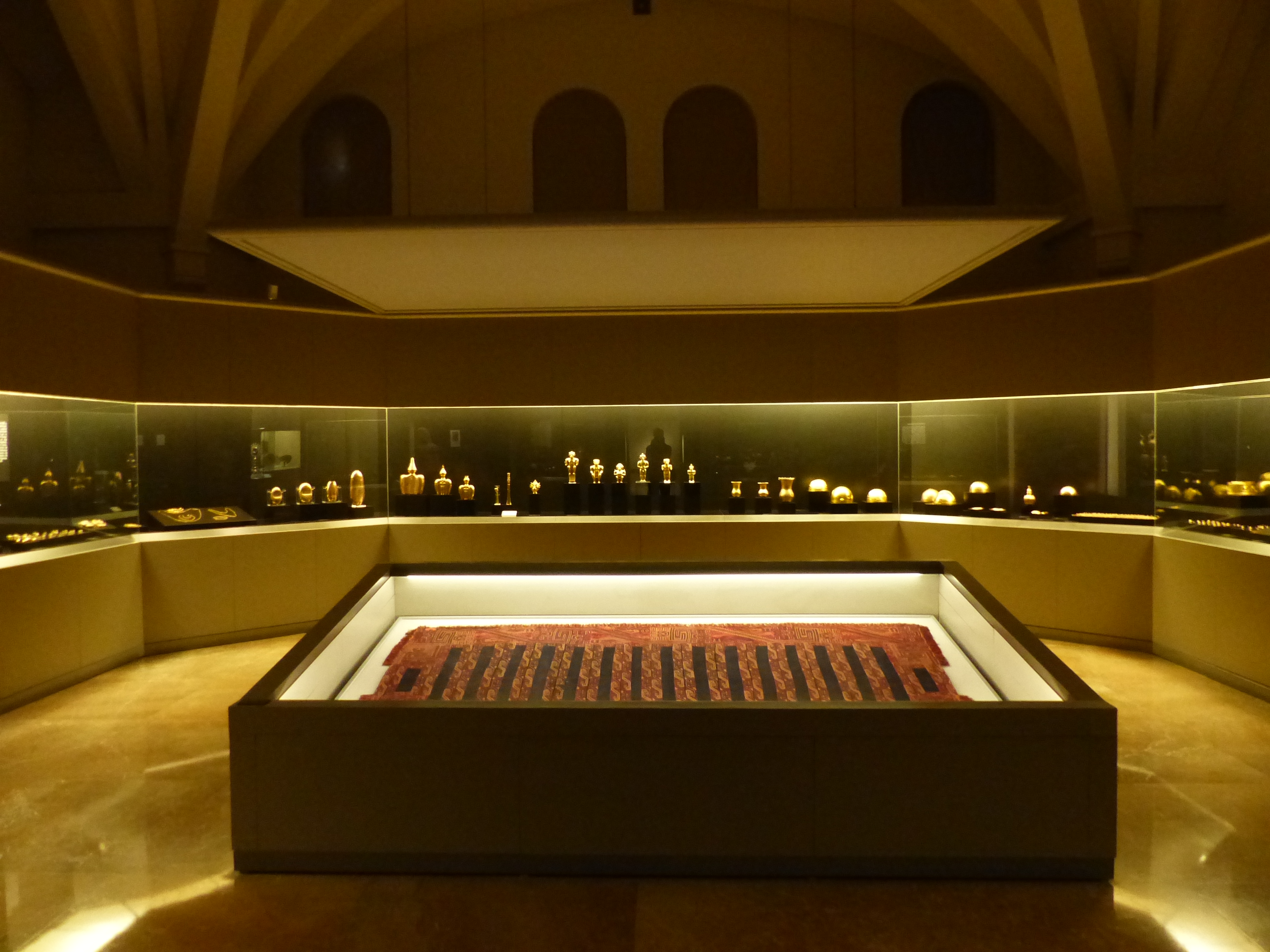
Sala en la que se expone el Tesoro de los Quimbayas, uno de los grandes hitos de la colección. En primer término, el manto hallado junto a la momia de Paracas.

El museo conserva más de veinticinco mil piezas, de las que alrededor de cuatro mil han ingresado por vía de donaciones y legados. De ellas, están expuestas cerca de dos mil quinientas.
Las colecciones comprenden arqueología precolombina, arte virreinal y etnografía. Abarcan desde el año 10 000 a. C., en el Paleolítico, hasta nuestros días, y proceden de todo el continente, no solo de la América hispana, sino también de territorios en los que nunca hubo presencia española permanente, como ciertas zonas de Estados Unidos y Brasil, Canadá o Surinam.
Según Paz Cabello, antigua directora, este museo «es el más completo. Aunque en Europa y América hay museos que tienen más fondos nuestras colecciones son muy amplias, muy buenas y muy antiguas y estas tres características no se suelen dar juntas. Hay muchas piezas que datan de la época de las colonias y los demás museos no suelen tener nada de esto porque se circunscriben sobre todo a los aspectos indígenas. Tampoco hay que olvidar que éste es un museo etnográfico y arqueológico».
Los fondos más antiguos son los procedentes del Real Gabinete de Historia Natural. Dos de las salas del museo se destinaron a recrear el aspecto de sus estancias, basándose en planos y dibujos originales, y la mayoría de las obras que contienen pertenecieron a él. Esas colecciones fundacionales posteriormente fueron incrementadas mediante diversas compras, donaciones y legados.
El montaje original seguía un criterio tradicional -geográfico y cronológico-, pero en la remodelación se cambió por uno temático, estructurado en cinco áreas: «El conocimiento de América», «La realidad de América», «La sociedad», «La religión» y «La comunicación».

### Arqueología
El número de obras precolombinas es superior a doce mil. Las culturas mejor representadas son las centroandinas, esto es, las del Antiguo Perú, actuales Perú y Bolivia. Son, con mucho, las que tienen una presencia más cuantiosa, con varios miles de piezas, y asimismo más variada.

#### Mesoamérica
En 1872 se produjo la primera compra de una gran colección con destino al recientemente creado Museo Arqueológico Nacional, la de José Ignacio Miró, integrada por un número de piezas superior a doscientas cincuenta. De ellas únicamente cinco eran americanas, pero entre las mismas figuraba —además de tres cabezas monumentales en piedra mayas que decoraban edificios de Uxmal (México) y una batea de barniz de Pasto (Colombia)— el fragmento pequeño o Cortesiano del libro más importante de la colección del museo y una de las piezas más significativas de la colección maya de la institución, el Códice Tro-Cortesiano, o Códice de Madrid, uno de los cuatro únicos códices mayas que se conservan en todo el mundo y, con diferencia, el más extenso de ellos (posteriormente también fue adquirido el otro fragmento, el grande o Troano, en 1888). La otra obra maya más relevante del museo es la Estela de Madrid, una de las dos patas que sostenían el trono del rey Pakal de Palenque. También hay varias figuras cerámicas de la isla de Jaina. 
De la colección azteca sobresale el Códice Tudela, o Códice del Museo de América, adquirido en 1948, el segundo libro más importante de la colección de la institución tras el Tro-Cortesiano.
Hay que destacar asimismo, por su calidad y por haber cubierto un hueco en las colecciones, el legado del diplomático Luis Mariñas Otero, ingresado en 1989, compuesto por ochenta y seis piezas precolombinas -ochenta y cinco cerámicas y una figura en piedra- de la zona de El Salvador.

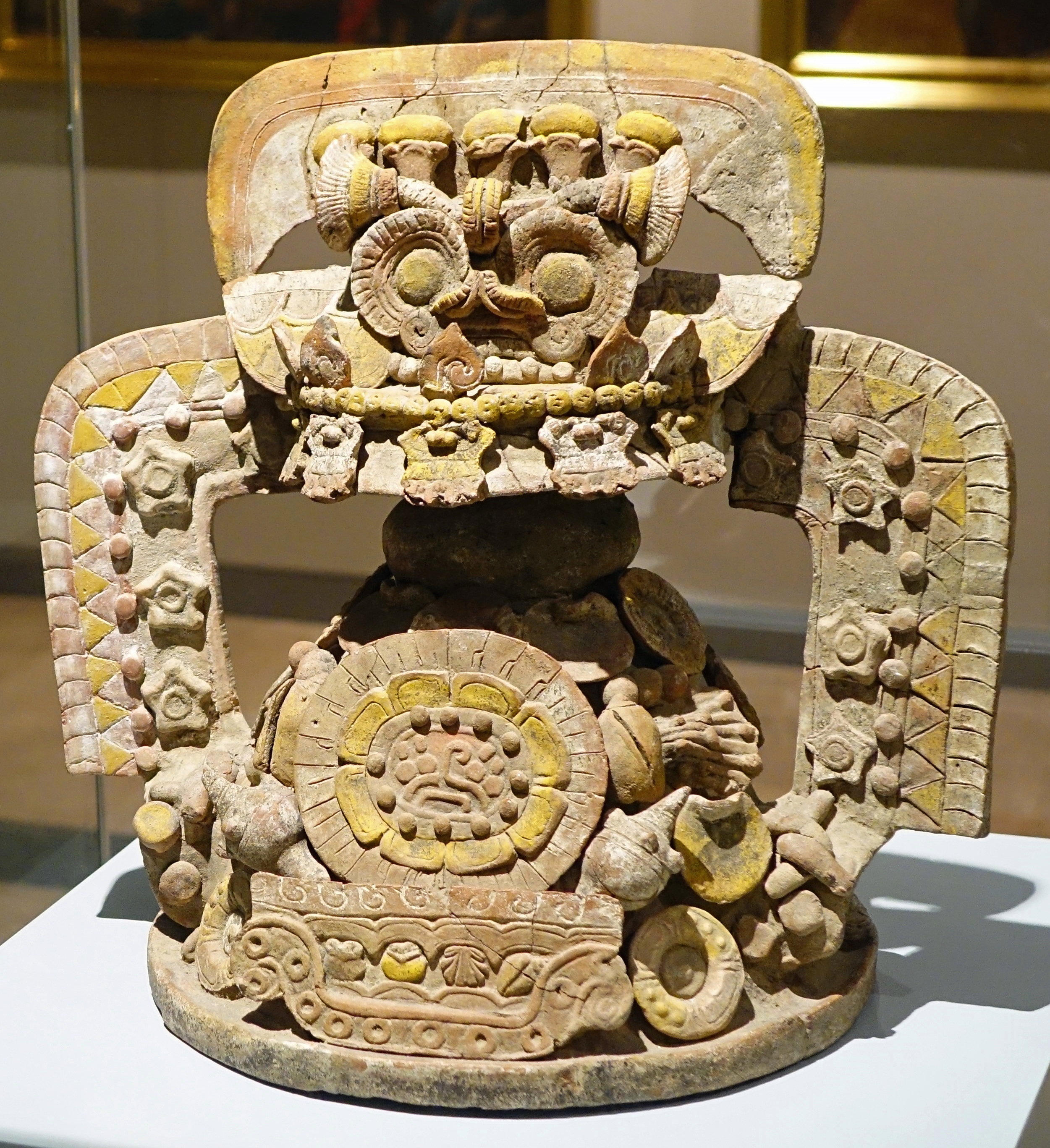
Tapadera de incensario con representación del dios de la lluvia Tláloc. Teotihuacán, fase Xolalpan (400-650), México.
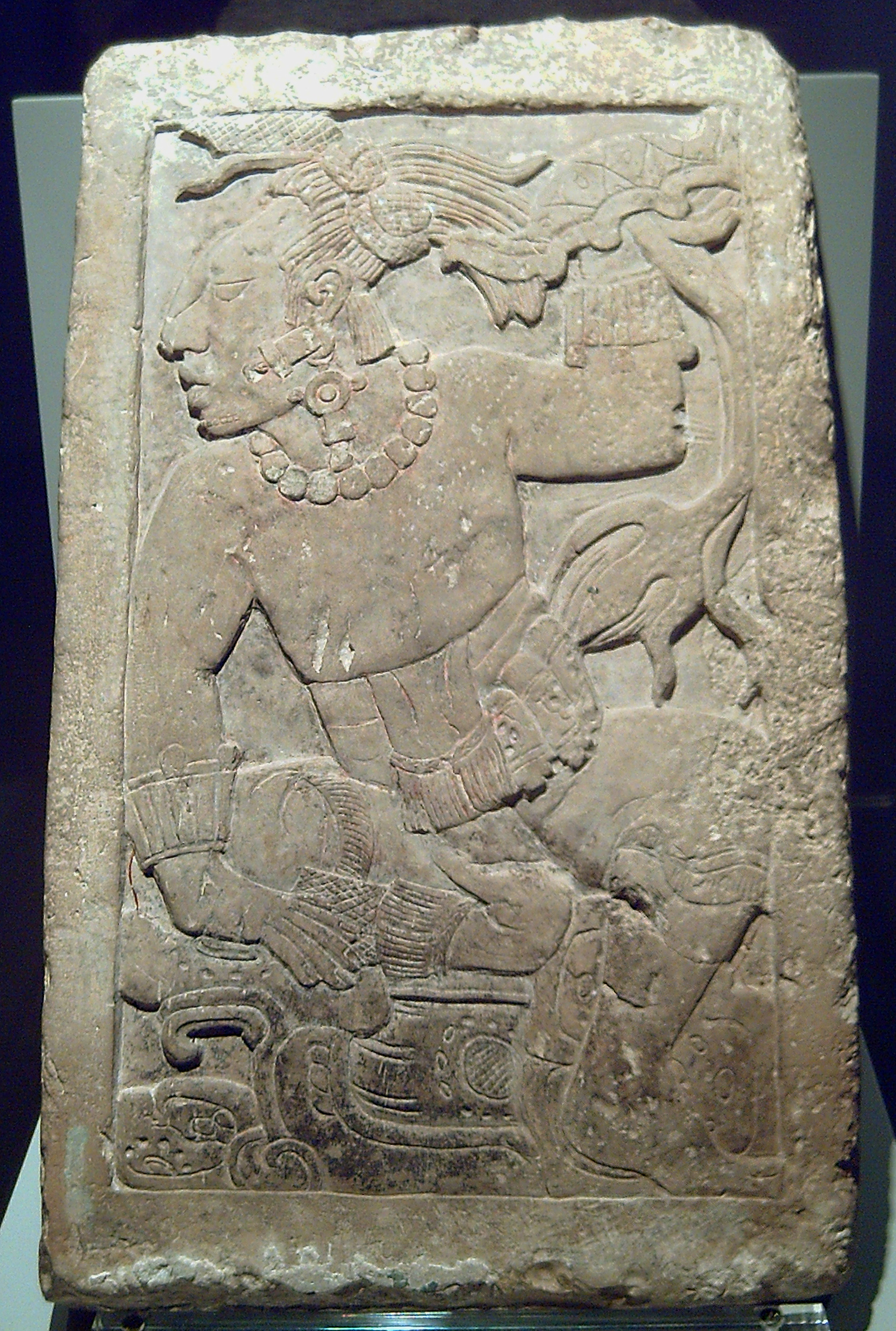
Estela maya procedente de Palenque conocida como Estela de Madrid, 600-800.
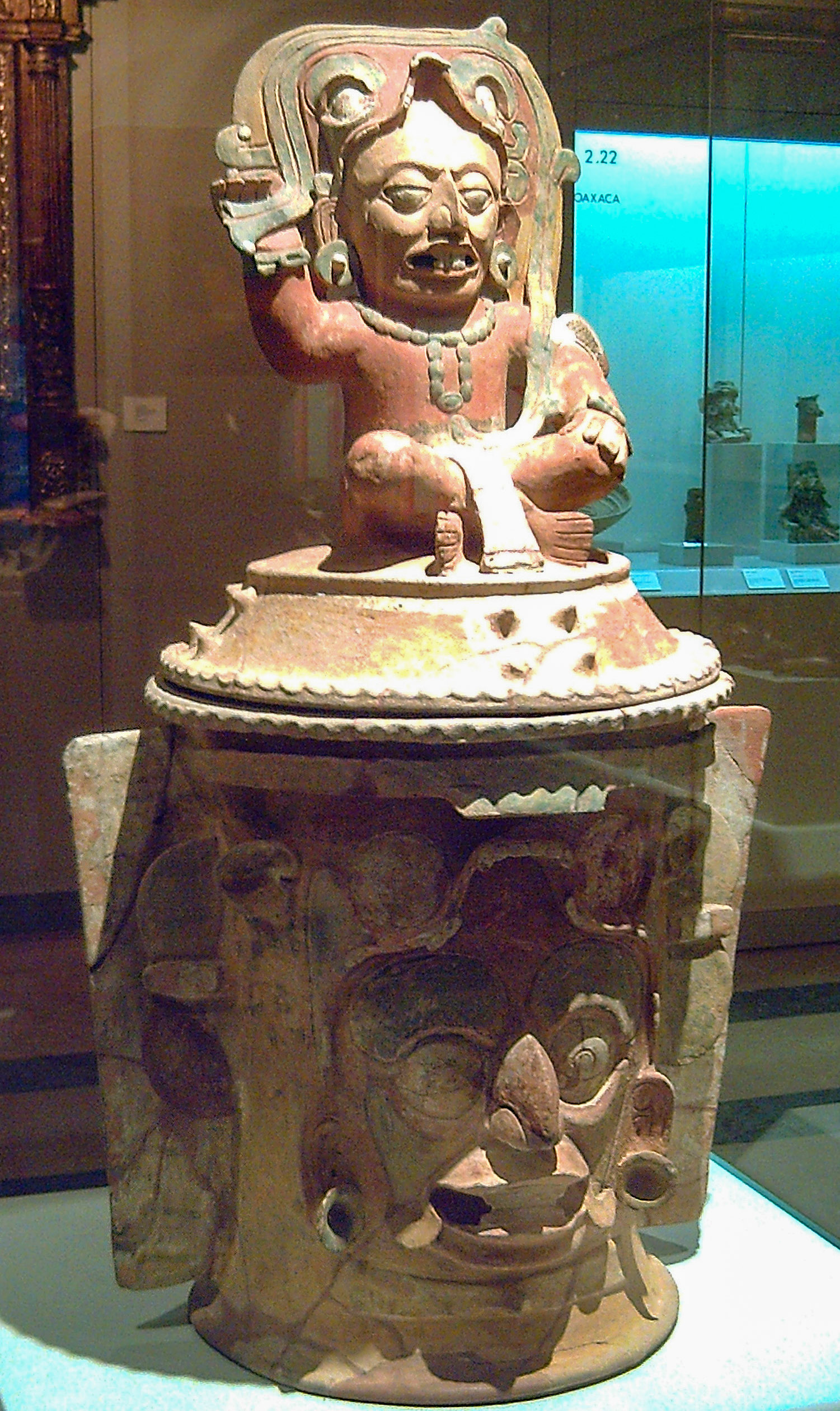
Urna funeraria maya con representación de Kinich Ahau, 600-900.
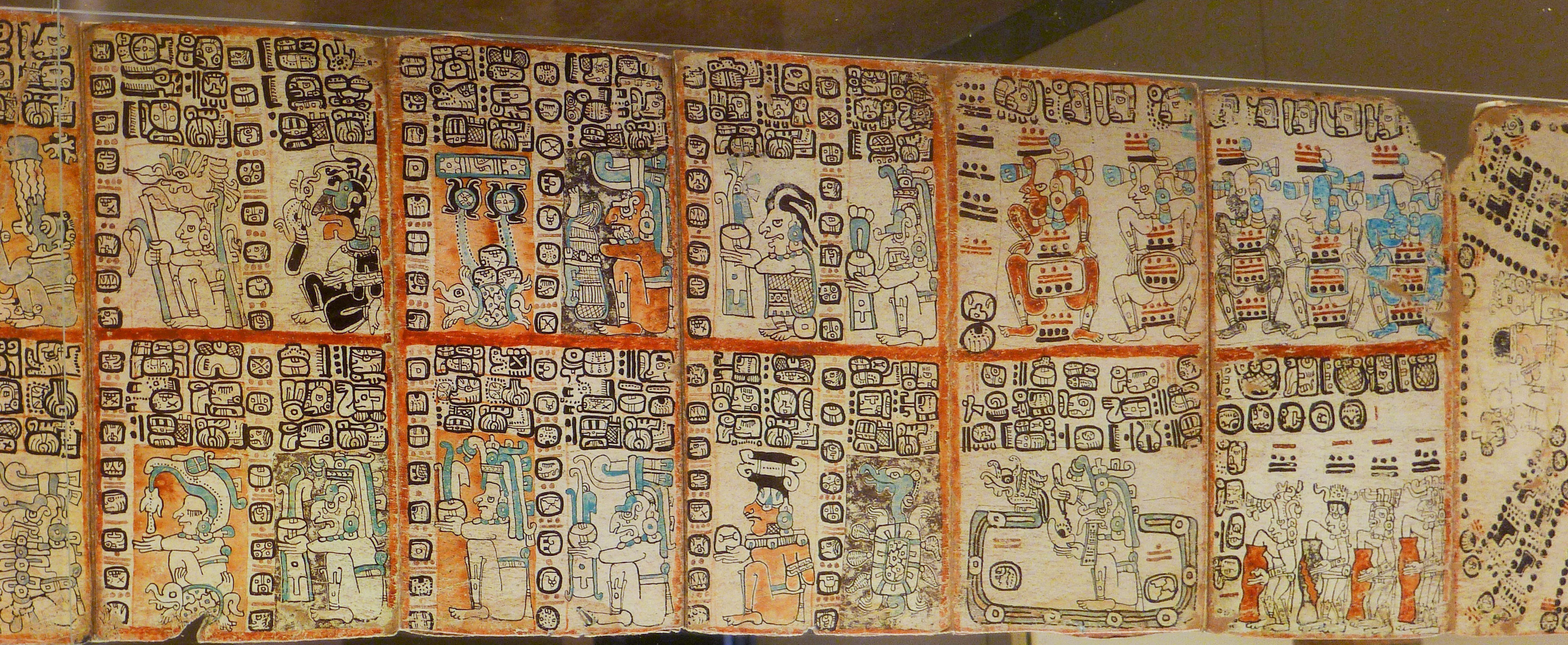
Facsímil del Códice Tro-Cortesiano o Códice de Madrid (maya, 1250-1500) (detalle).
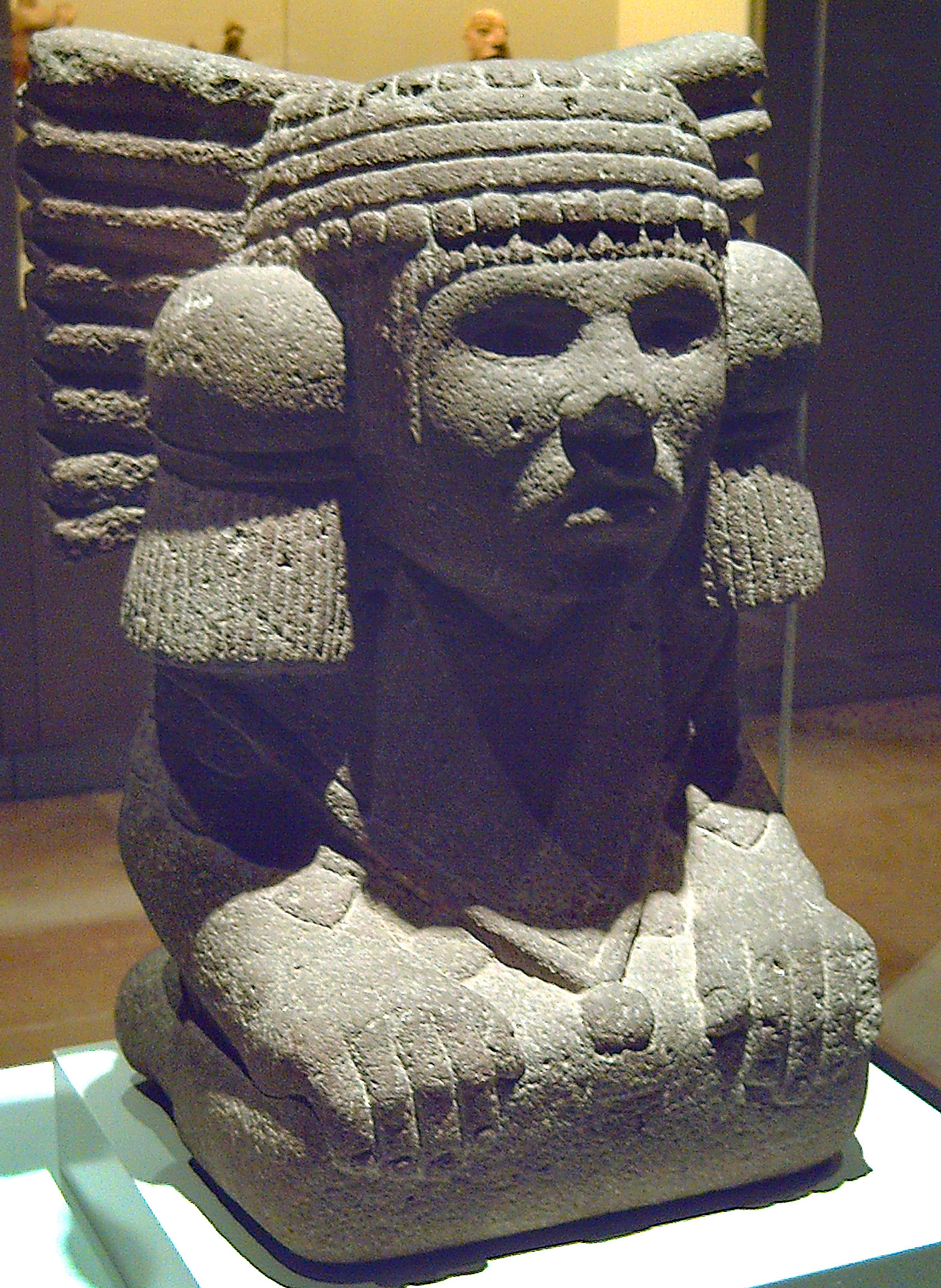
Estatua en piedra de la diosa azteca de las aguas, Chalchiuhtlicue. 1350-1521.
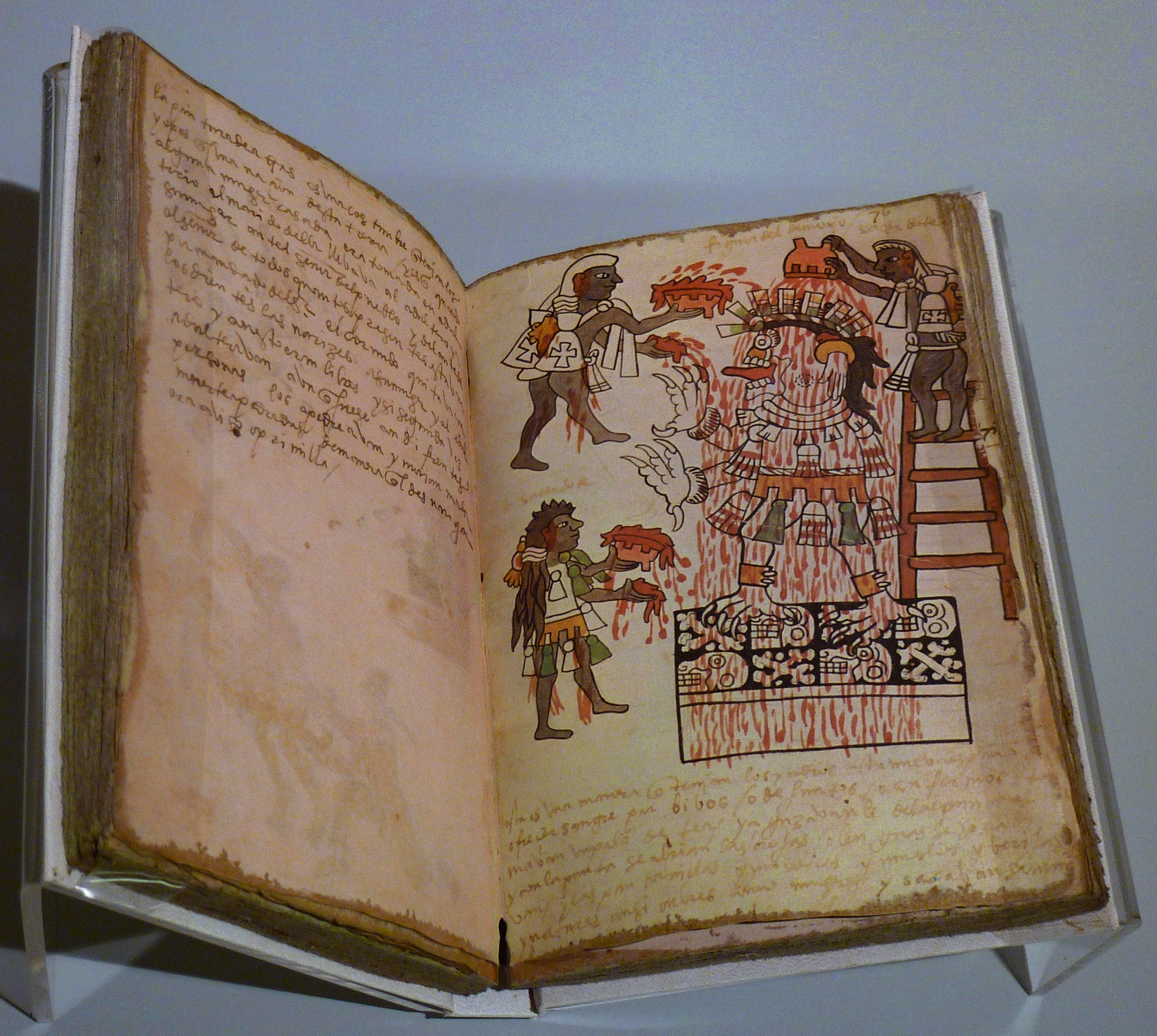
Facsímil del Códice Tudela o del Museo de América, azteca, 1553.

#### América Central y Circuncaribe
Se extiende por Nicaragua, Costa Rica, Panamá, Las Antillas y la franja costera de Venezuela.

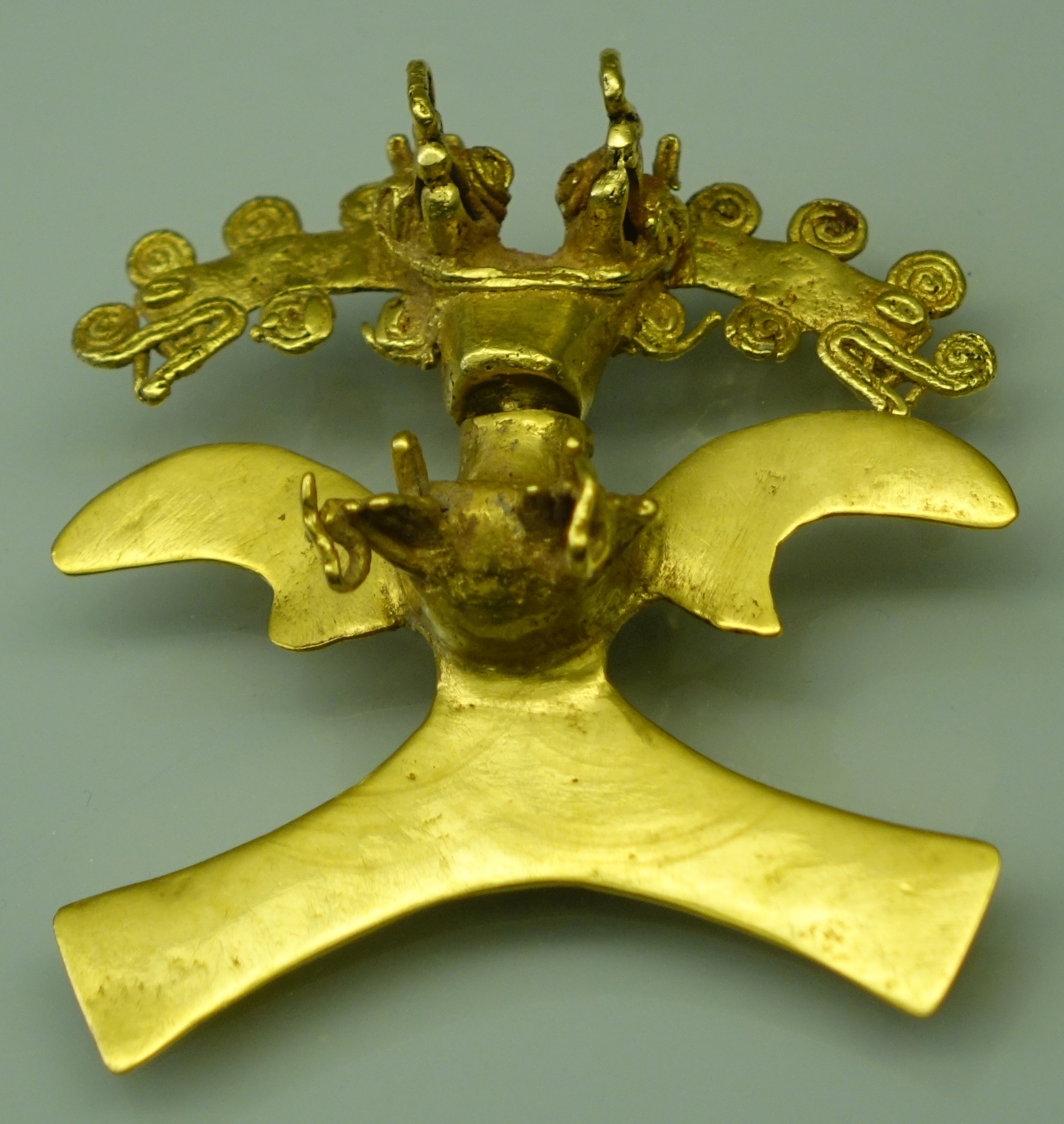
Colgante de oro. Diquís, período V-VI (700-1500), Costa Rica.

#### Área Andina Norte
Comprende Colombia y gran parte de Ecuador. 
Tras la clausura de la Exposición Histórico-Americana de 1892, conmemorativa del IV Centenario del Descubrimiento, diversos estados americanos donaron varios de los objetos precolombinos que habían participado en la muestra. Entre ellos descuellan las ciento veintitrés piezas del Tesoro de los Quimbayas, donadas por el Gobierno de Colombia en agradecimiento por la intermediación de España en el conflicto fronterizo de aquel país con Venezuela, que culminó con un laudo arbitral dictado por la reina regente María Cristina de Habsburgo-Lorena en el que se reconocían los derechos colombianos sobre la margen izquierda del río Orinoco. En palabras de la citada Paz Cabello, esta colección de orfebrería quimbaya «es única y de un valor incalculable. Es la más importante de cuantas existen en el mundo e incluso muy superior a la que se muestra en el Museo del Oro de Bogotá». De Colombia están igualmente representadas las culturas San Agustín, calima, muisca, sinú y tairona. 
Por su parte, de Ecuador hay piezas de la cultura Bahía, la Guangala, la Jama-Coaque, la Chorrera y la manteña, entre ellas una de las denominadas «sillas manteñas», o «sillas de poder», consideradas tradicionalmente tronos ceremoniales pero que en realidad eran receptáculos, posiblemente para contener fardos funerarios con los restos de antepasados de los caciques. También hay objetos de la Valdivia, una de las primeras culturas cerámicas del continente, incluidas varias de las figuritas conocidas como «Venus de Valdivia», datadas entre 4000 y 1450 a. C.
De la zona fronteriza entre ambos países son las culturas Tumaco-La Tolita —Tumaco en Colombia y La Tolita en Ecuador— (siglos VII a. C.-IV d. C.), Nariño-Carchi —actuales departamento de Nariño en Colombia y provincia de Carchi en Ecuador— (siglos IX-XVI), y Tuncahuán, o Piartal, que también se desarrolló entre Carchi y Nariño, del siglo VIII al XIII; asimismo presentes en la colección.

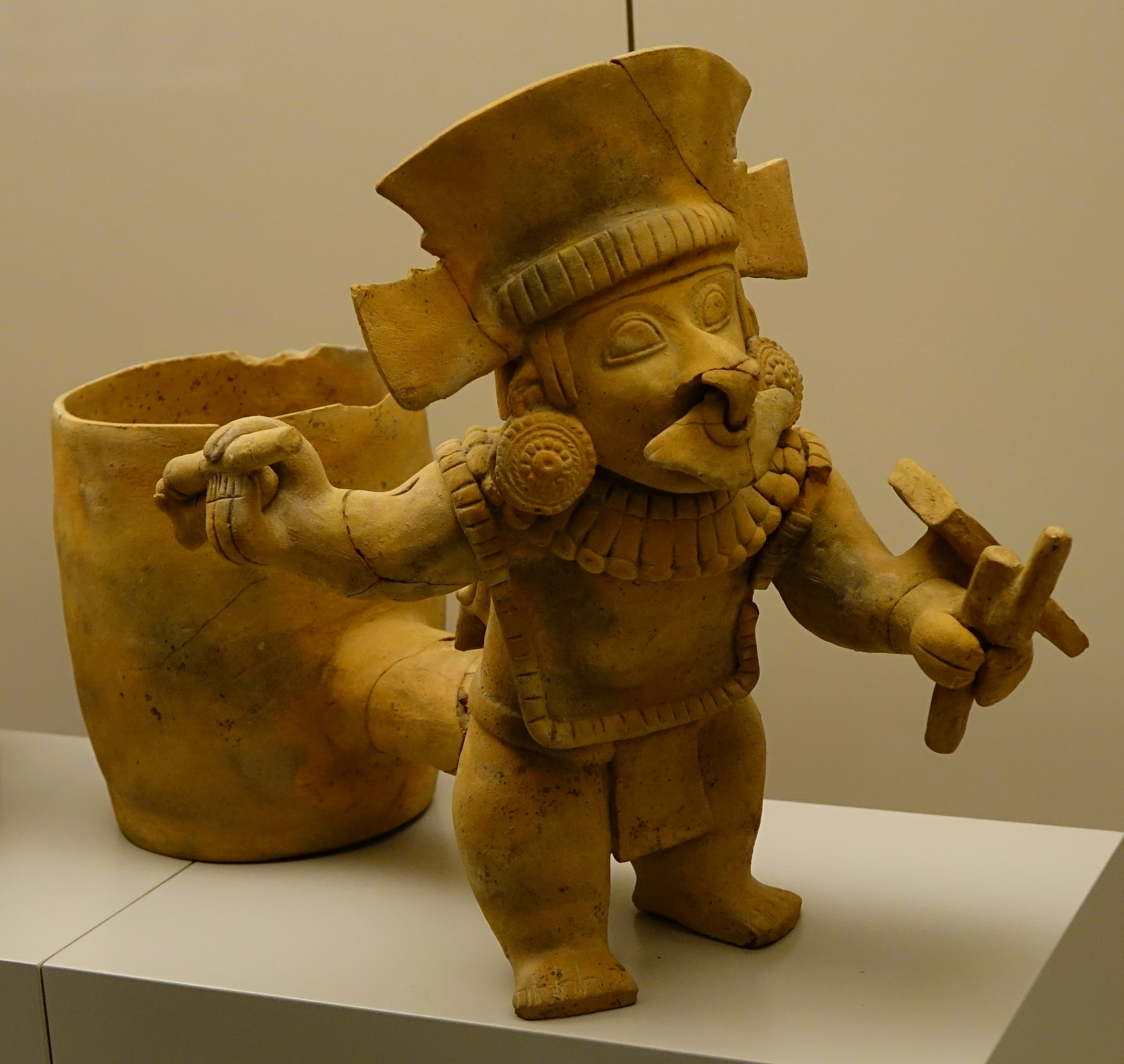
Vasija con figura de guerrero. Jama-Coaque, 500 a. C.-500 d. C.
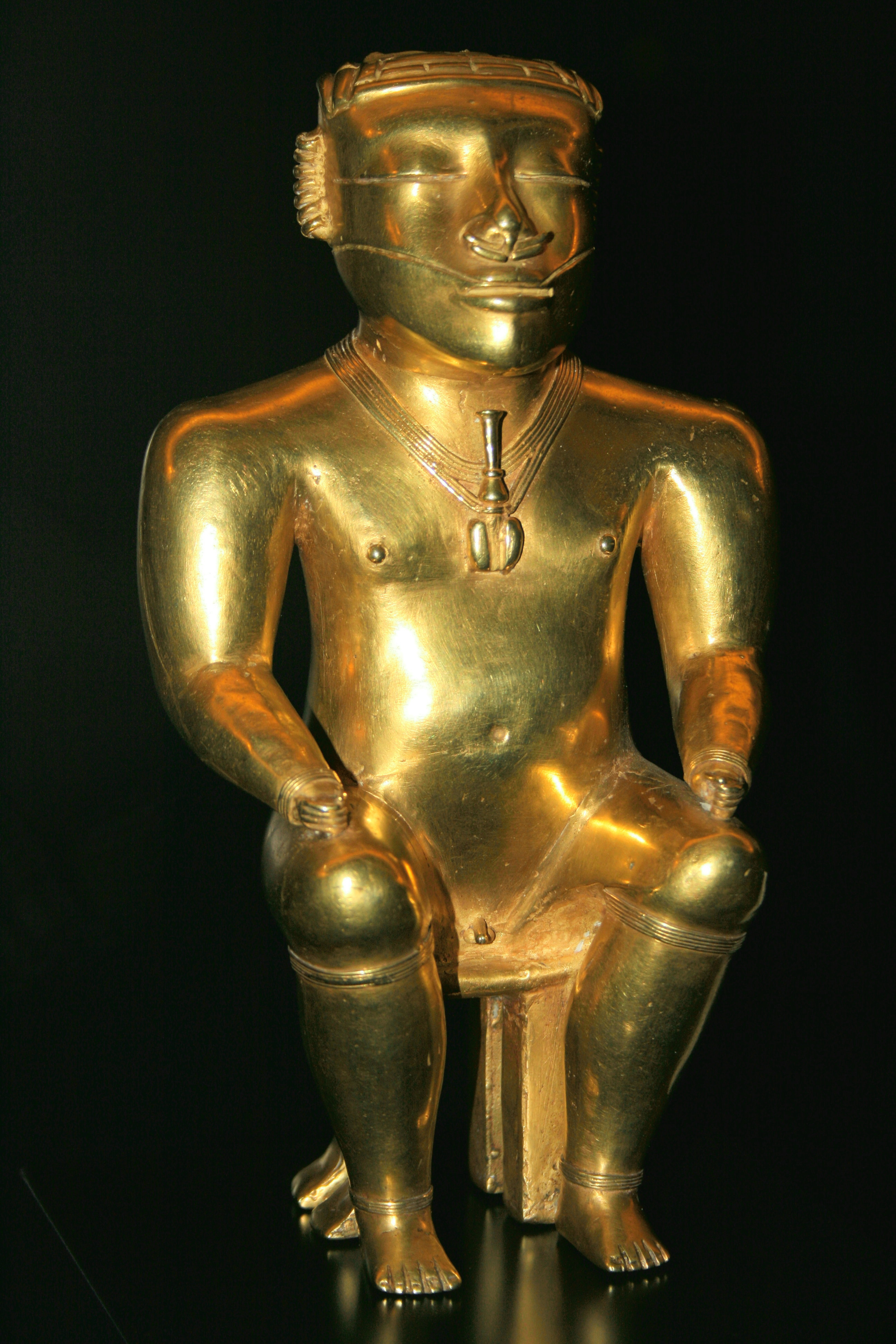
Estatuilla de oro perteneciente al Tesoro de los Quimbayas.

#### Área Centroandina (Antiguo Perú)
Sobresale particularmente la colección inca, una de las más destacadas del museo y de las mejores a nivel mundial. Procede en su mayor parte de la donación de Juan Larrea, quien en 1937 entregó su colección —reunida en tan solo dos meses durante su estancia en Perú—, integrada por quinientos sesenta y dos objetos de arte precolombino, principalmente inca, la más completa e interesante, artística y antropológicamente, de esta cultura que existe fuera del continente americano. A ella se suma la donación de objetos incaicos realizada en 1920 por el peruano Rafael Larco Herrera (fundador del museo que lleva su nombre en Lima), consistente en quinientos ochenta vasos de barro, cincuenta vasos de metal, armas de bronce y dos momias con textiles.
También destaca la colección de cerámica nazca, una de las más importantes que existen, por cantidad —alrededor de mil doscientas piezas—, calidad y variedad. Otra notable pieza de la colección es la momia de Paracas.

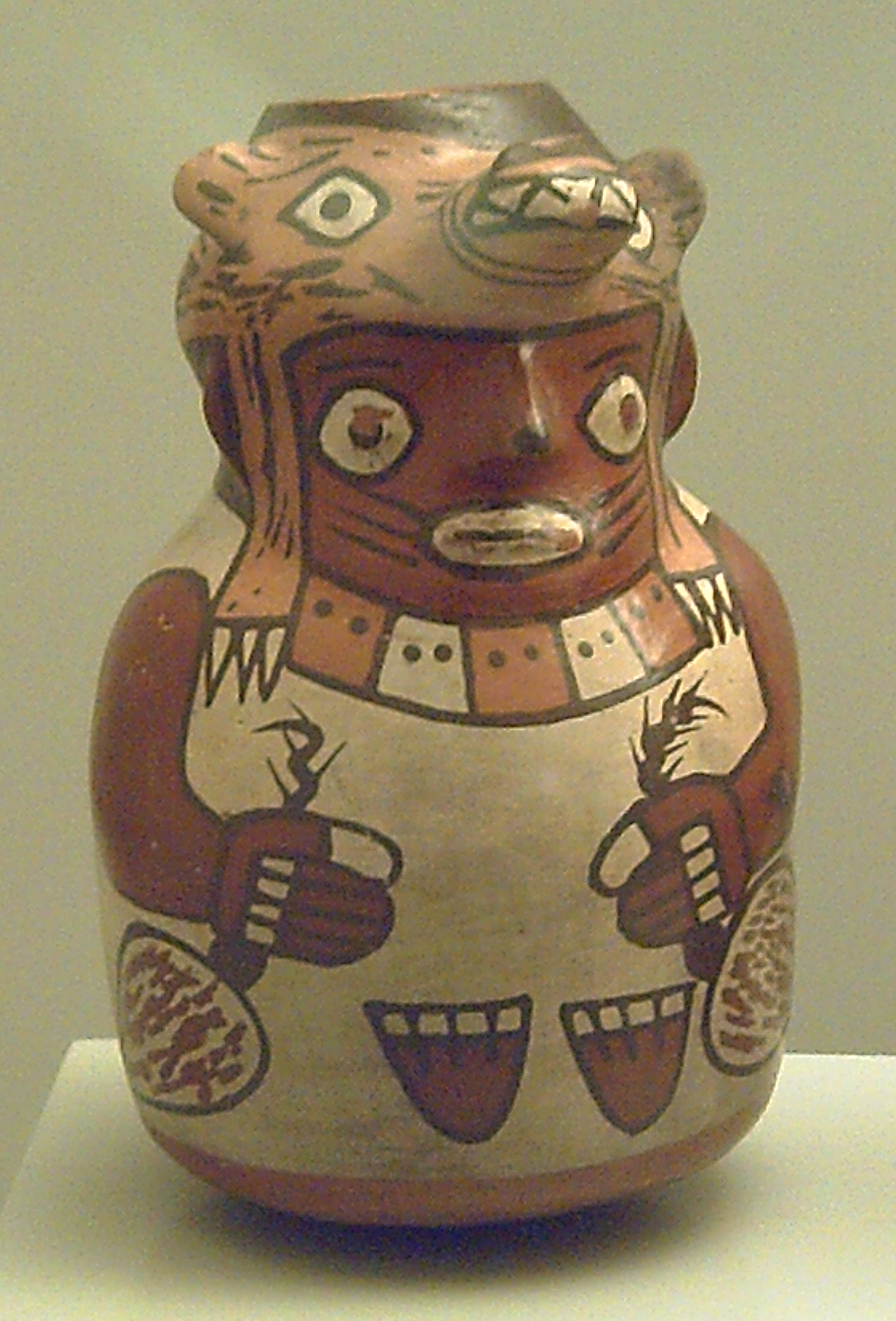
Vasija de cerámica nazca. Perú, 100-700.
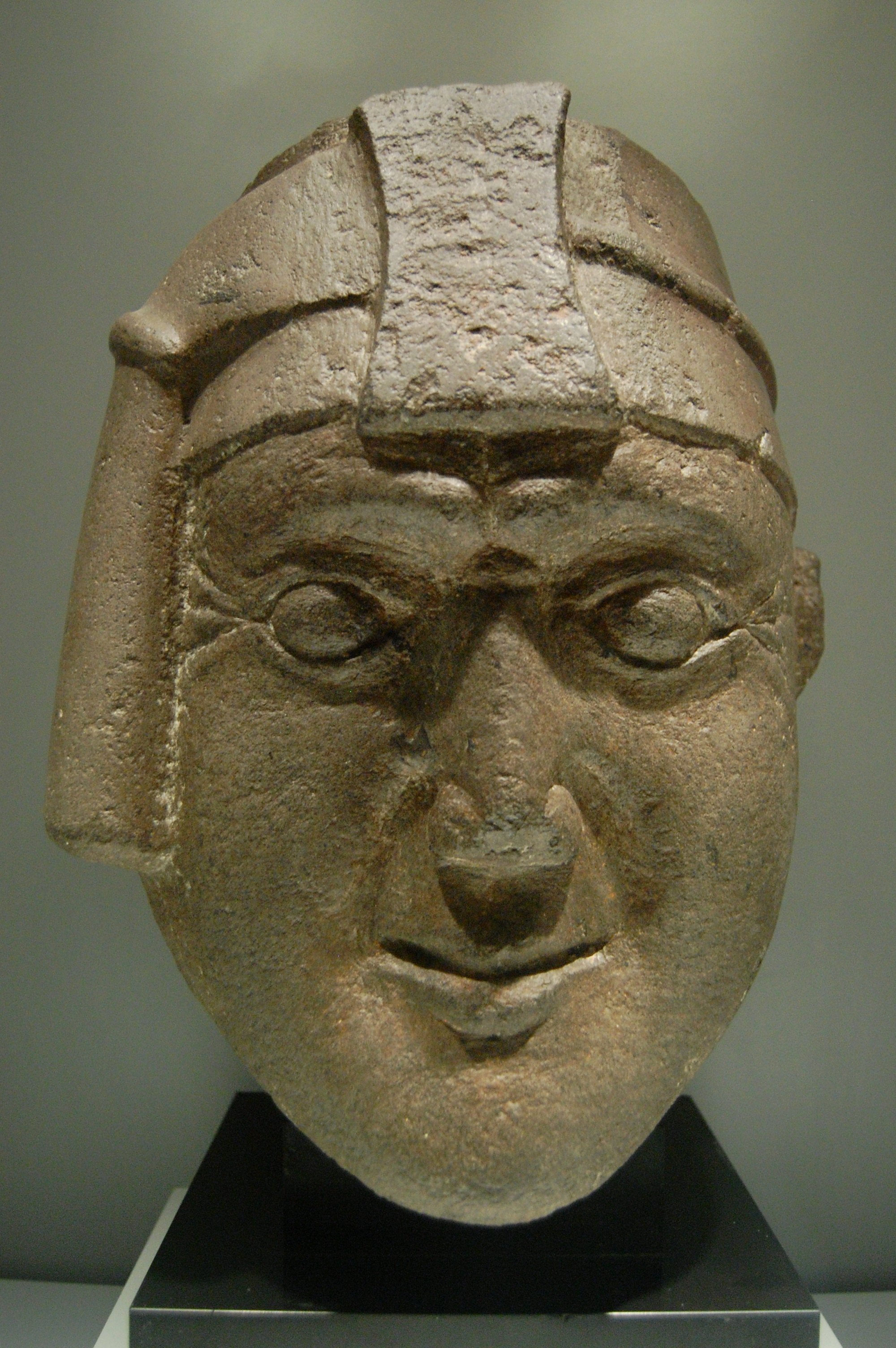
Cabeza llamada del Inca Viracocha, 1400-1533. Donación Juan Larrea.
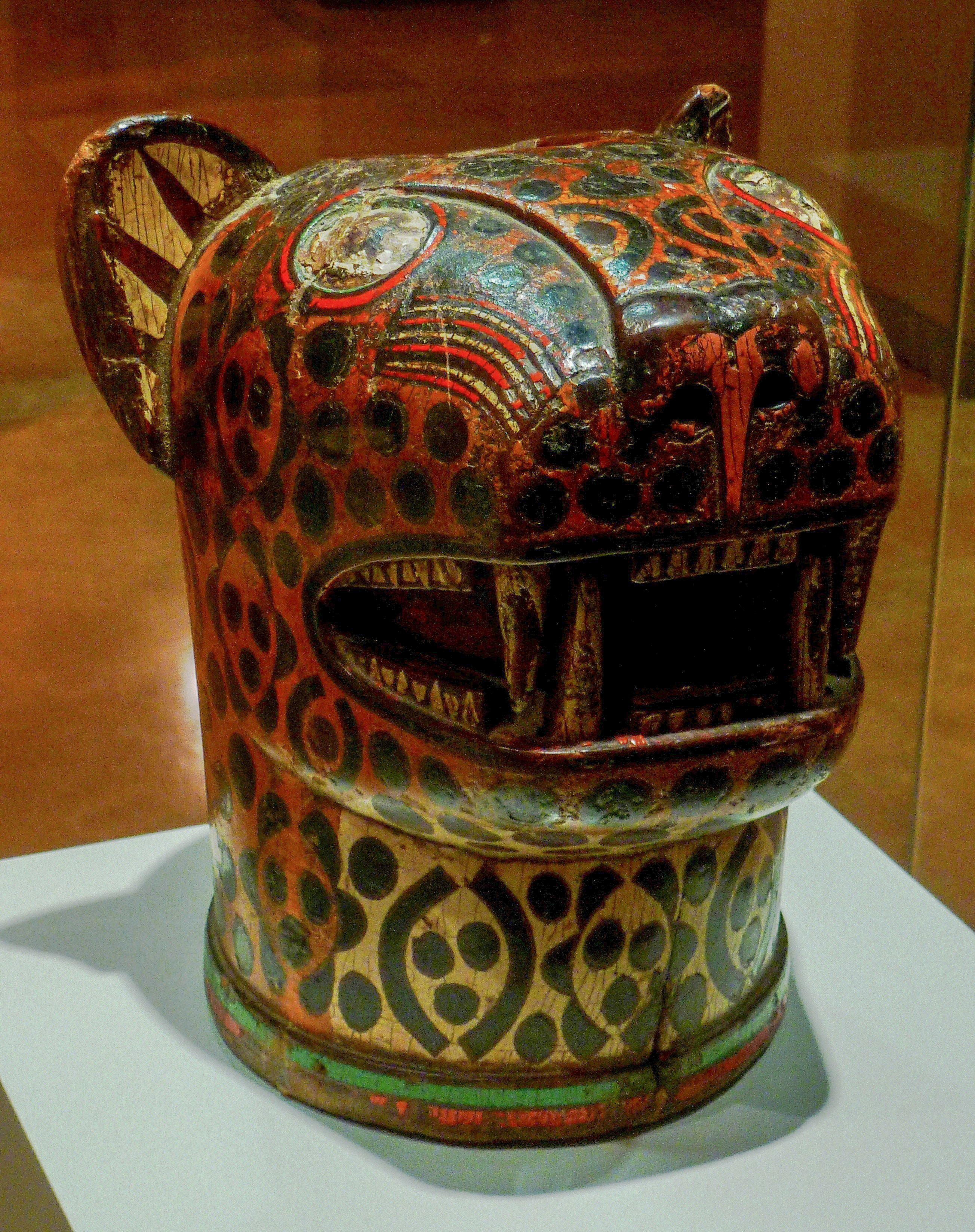
Kero con forma de cabeza de jaguar. Madera. Departamento de Cuzco, Perú, 1532-1600, inca-colonial. Donación Juan Larrea.

### Etnología
La colección de etnología constaba, a 2024, de ocho mil ciento veintiocho piezas. Sobresalen los materiales recopilados por las expediciones científicas españolas de los siglos XVIII y XIX, en especial las colecciones indígenas de la costa noroeste de Estados Unidos y Canadá. En este campo destaca la donación de ciento sesenta y nueve dibujos de la Expedición Malaspina, la mayor parte de los ejecutados en el trascurso de la misma, efectuada por Carlos Sanz en 1961.
De Hawái hay un conjunto de quince piezas de la realeza ejecutado en el último tercio del siglo XVIII: tres capas 'ahu 'ula, cuatro esclavinas, siete morriones mahiole y un brazalete o fragmento de collar kupe'e, o ho'okalakala.
El grueso de la colección de la Amazonía corresponde a tribus que habitan en el Alto Amazonas (Ecuador y Perú), mientras que la representación de las ubicadas en la parte brasileña es reducida. Es de gran importancia la colección de plumería, con cuatrocientas cincuenta obras.

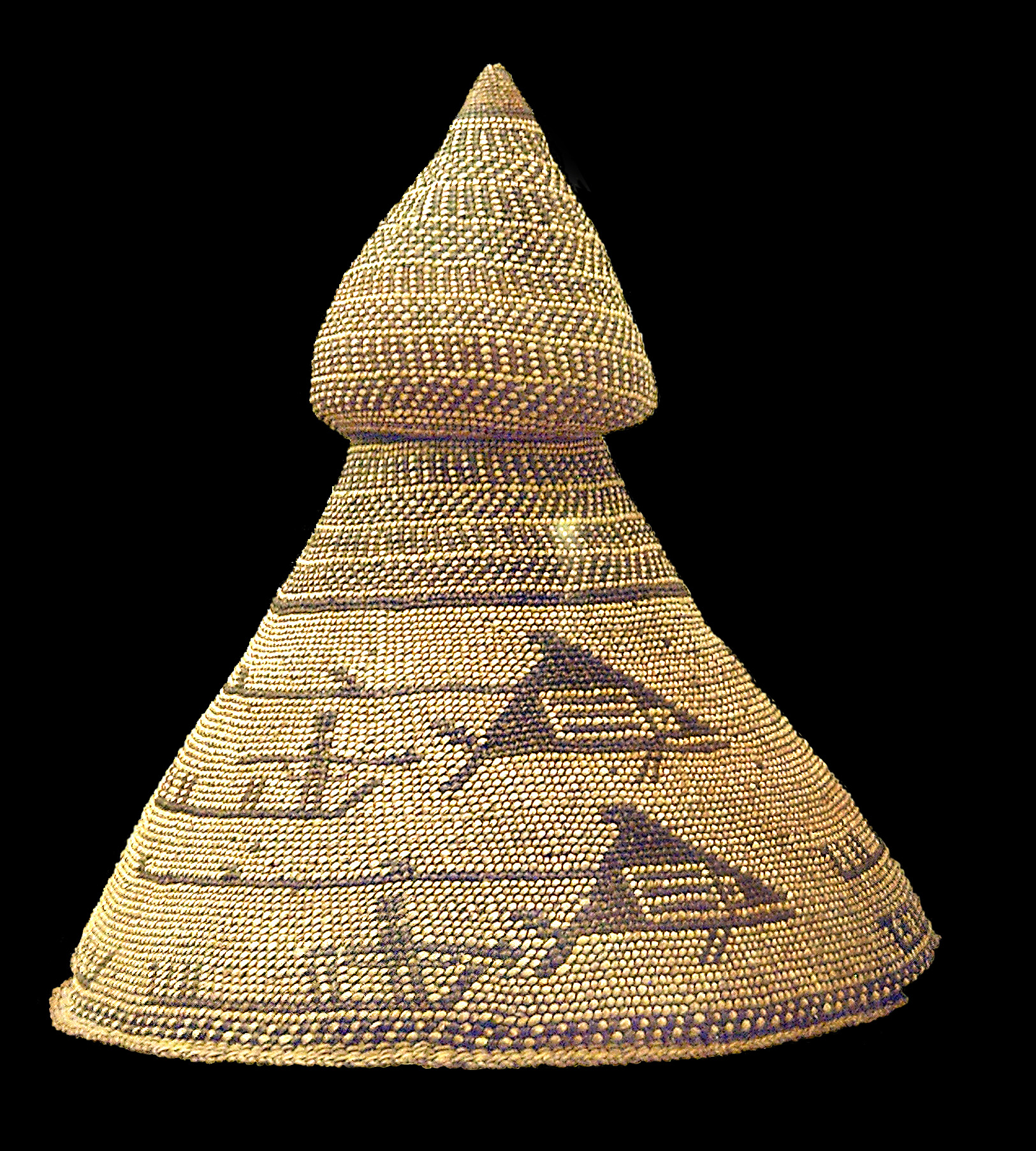
Sombrero de jefe de balleneros nutka (actual Columbia Británica, Canadá), siglo XVIII, procedente de las expediciones científicas.
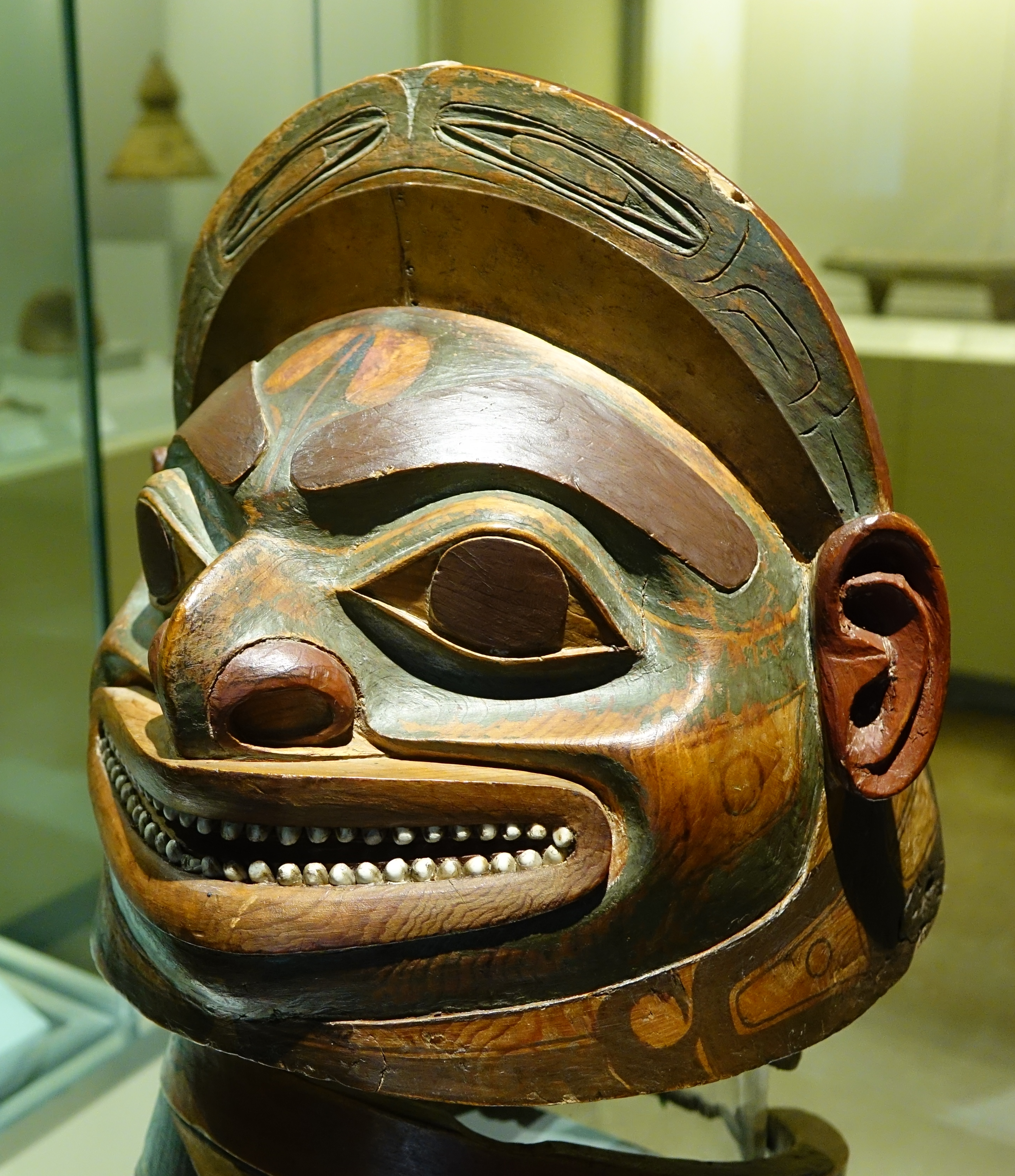
Casco tlingit, considerado una de las obras maestras de esta cultura.[43] Alaska, siglo XVIII.
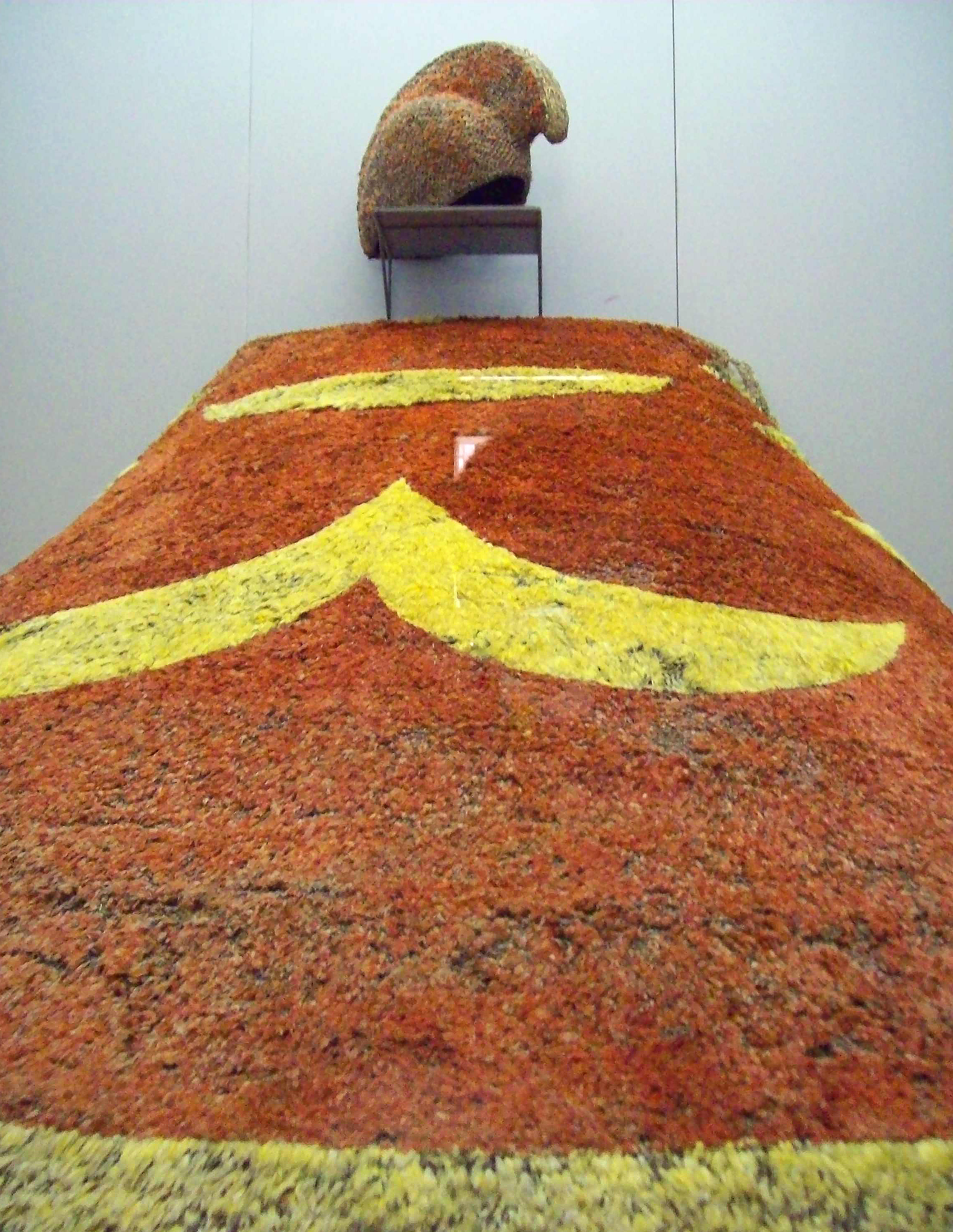
Morrión (mahiole) y capa ('ahu 'ula) de príncipe hawaiano, del último tercio del siglo XVIII.
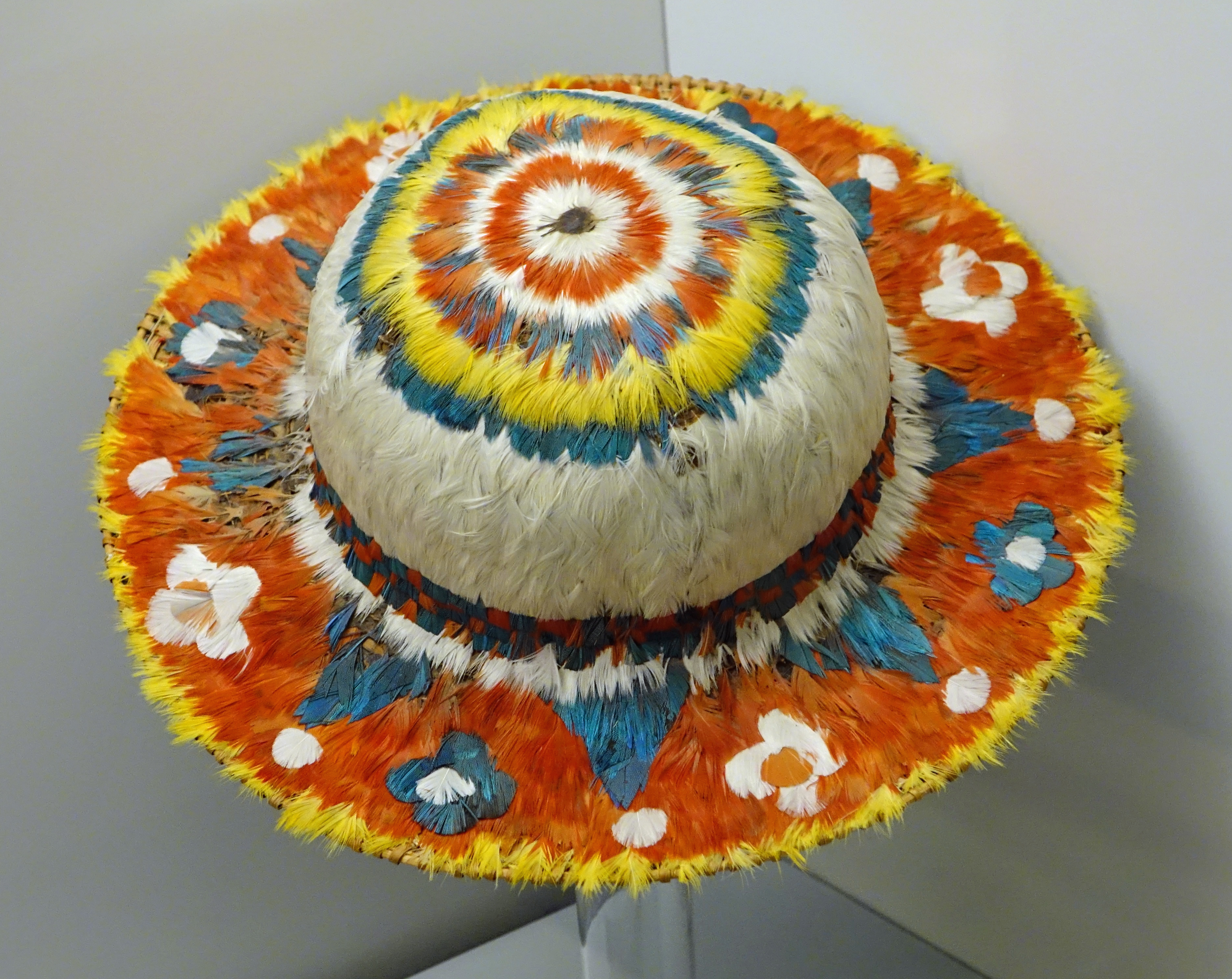
Sombrero de plumaria cholón. Amazonía peruana, siglo XVIII. Recogido por la Expedición Botánica al Virreinato del Perú.
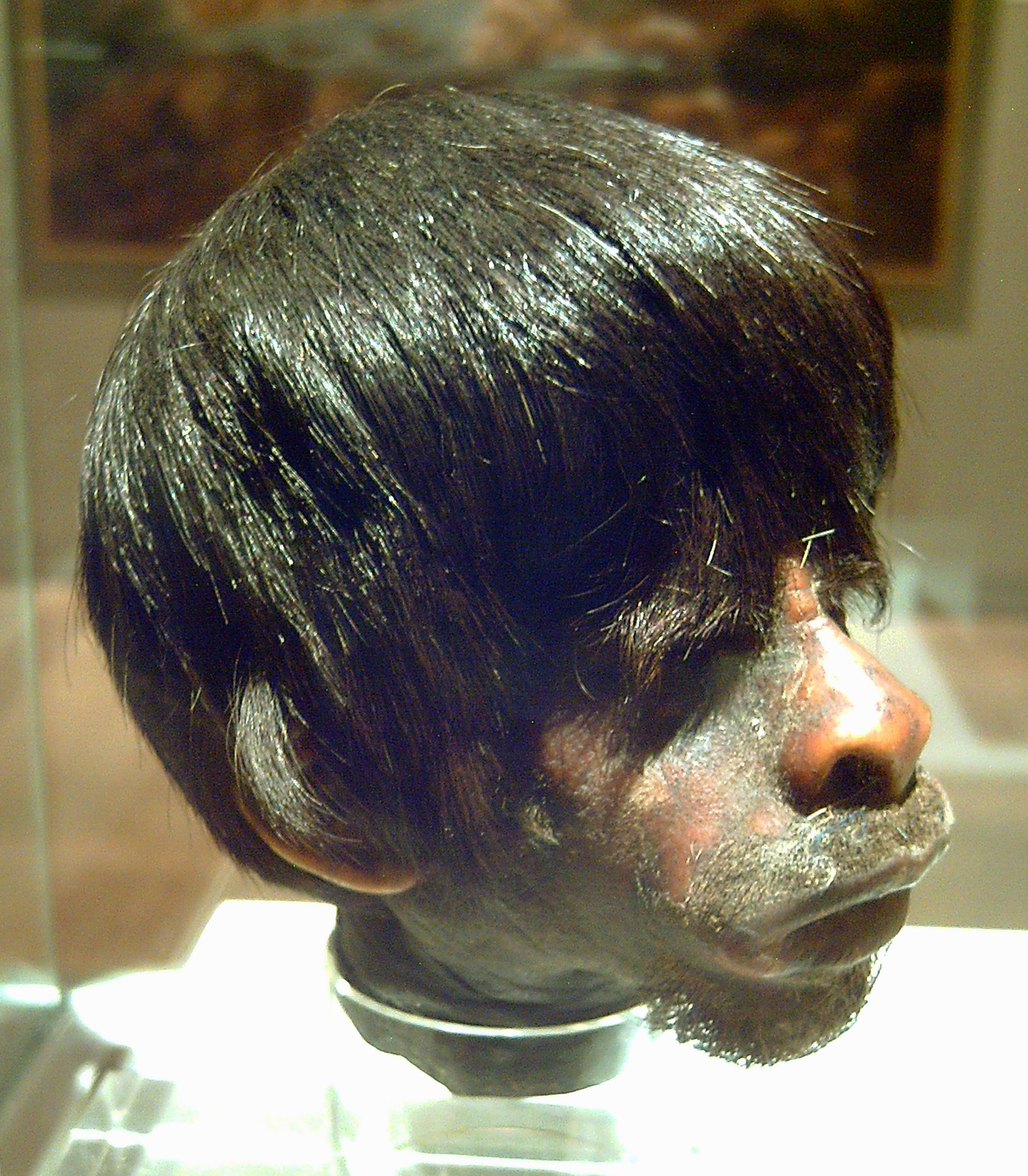
Tzantza, cabeza reducida de los shuar (jíbaros). Amazonía ecuatoriana, siglo XIX.
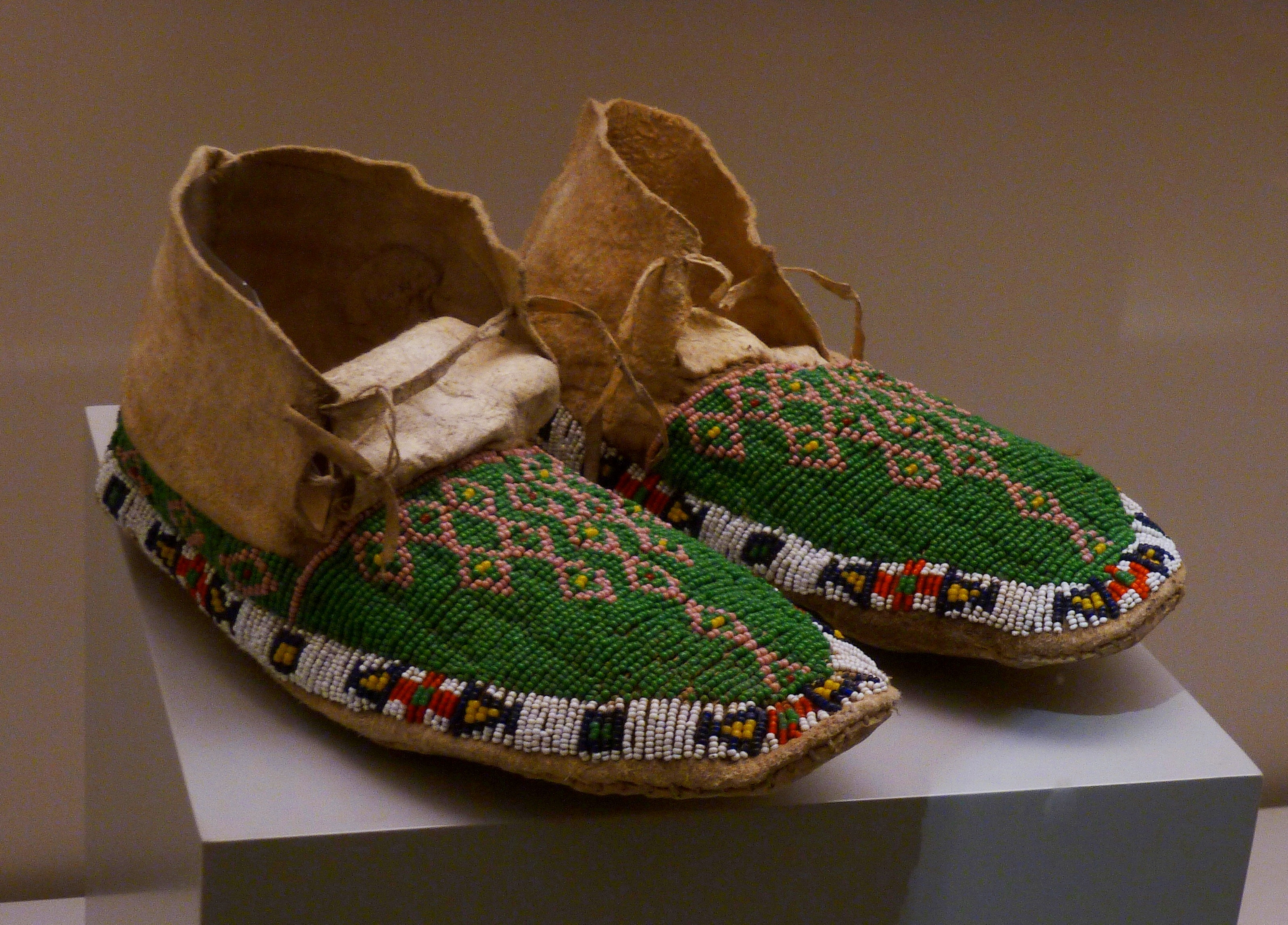
Mocasines posiblemente cheyennes o sioux. Piel, tendón y cuentas de vidrio de colores. Estados Unidos, último cuarto del siglo XIX.
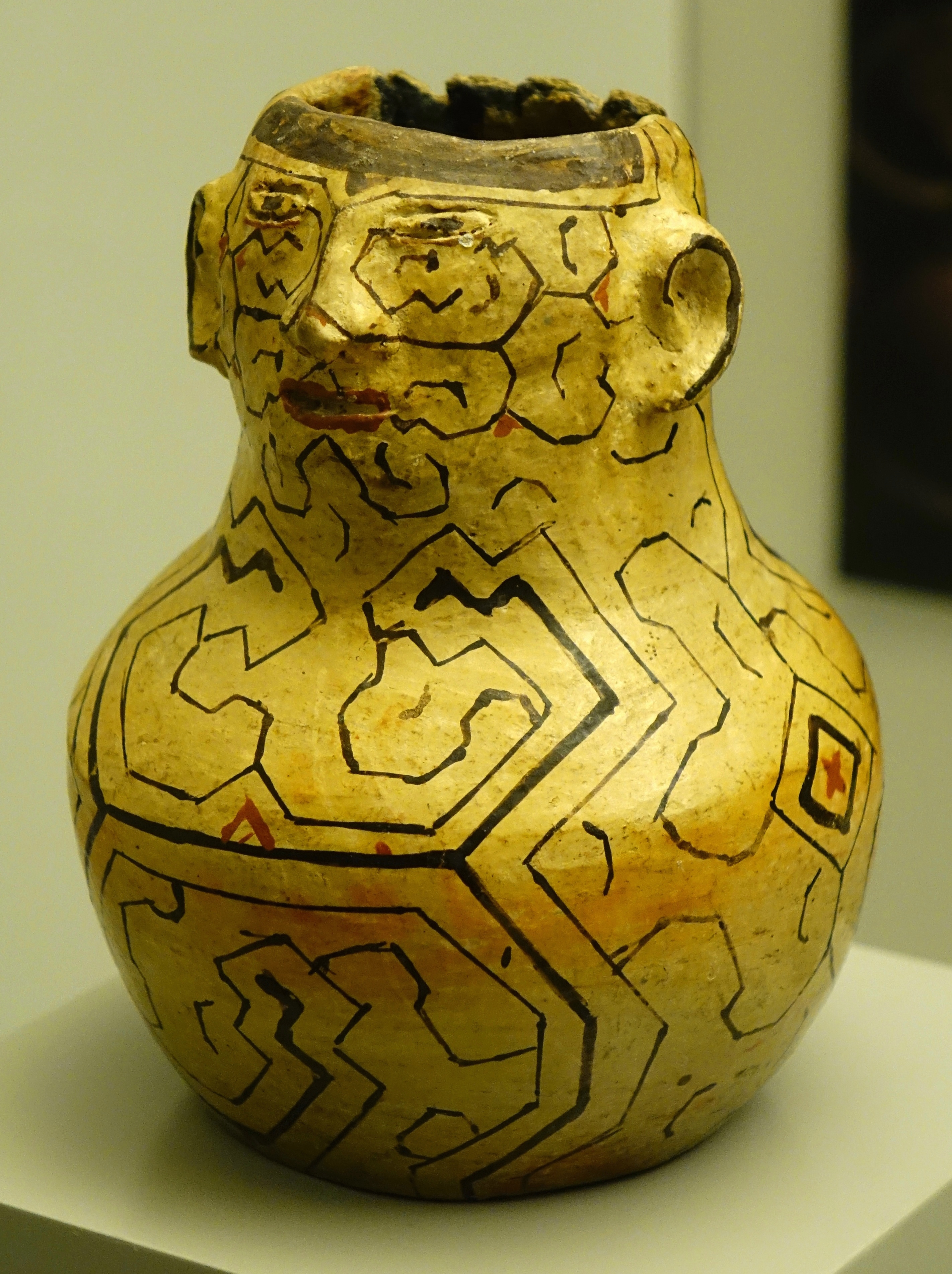
Joni Chomo, vasija antropomorfa shipibo, Amazonía peruana. Contemporánea (anterior a 1986).[nota 2]

### Arte virreinal

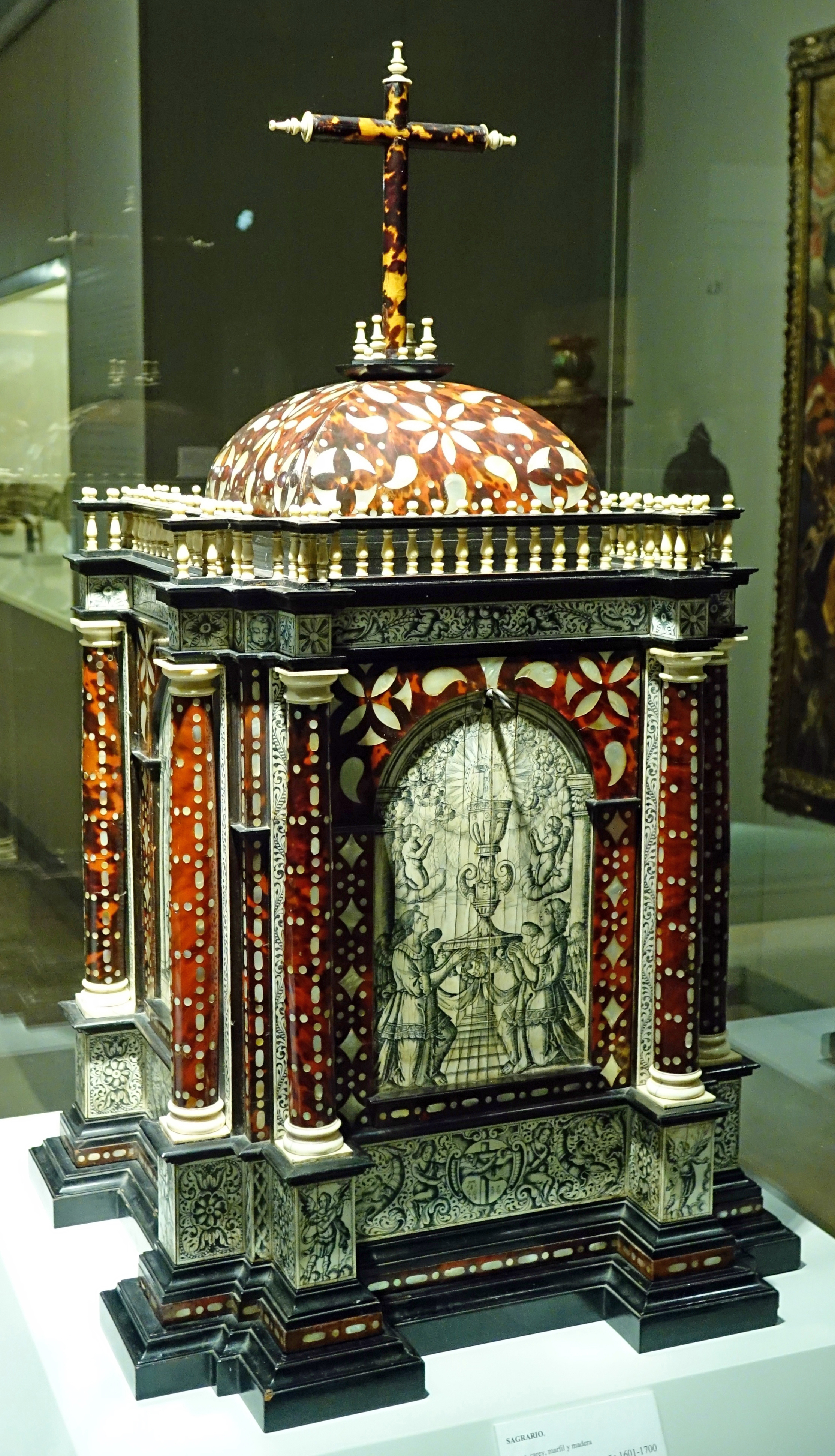
Sagrario. Madera, madreperla, carey y marfil.. Virreinato de Nueva España, actual México.

En el conjunto de las colecciones españolas el número de piezas virreinales mesoamericanas es mayor que el de las procedentes del área andina. El Museo de América no es una excepción y las obras de arte virreinal mesoamericano son, con diferencia, las más numerosas, al contrario de lo que ocurre en la sección de arqueología del centro. La mayor parte de ellas están datadas en el siglo XVIII.
Las compras realizadas en el período que va desde la creación del museo hasta la inauguración de su sede definitiva (1941-1965), supusieron un notable aumento de los fondos y permitieron reunir una importante colección, amplia y variada.

#### Pintura
Dentro de la colección de arte virreinal sobresale la de pintura, en la que figuran series de cuadros de mestizaje (pintura de castas), tres biombos novohispanos y enconchados, de los que cuenta con ochenta y ocho (parte de ellos depositados por el Museo del Prado y por el Museo Nacional de Escultura), de un total de doscientos setenta y cuatro que existen en todo el mundo. Estos últimos son tablas, en ocasiones forradas de tela de lino, sobre las que se pegan fragmentos de nácar y posteriormente se pinta el conjunto al óleo. 
Tras la incorporación en los últimos años de obras de autores hasta entonces ausentes, como Juan de Correa (2010 —otra más en 2020—), Juan Patricio Morlete (2020 —otra más en 2021—), José Joaquín Magón (2021), Basilio de Santa Cruz Pumacallao (2021) y Cristóbal de Villalpando (2023), actualmente en la colección del museo está representada la gran mayoría de las figuras más notorias de la pintura virreinal. Apenas hay que reseñar la falta por el momento de Simón Pereyns, los Echave (Baltasar de Echave Orio, Baltasar de Echave Ibía y Baltasar de Echave Rioja) y Sebastián López de Arteaga respecto a la pintura novohispana, y Miguel de Santiago y Cristóbal de Aguilar en cuanto a la andina.
De Cristóbal de Villalpando, el pintor más importante del siglo XVII de la Nueva España, el museo tiene una pequeña Adoración de los Reyes Magos sobre tabla atribuida.
De Miguel Cabrera, el más brillante del siglo XVIII novohispano, posee un importante conjunto, tanto por su calidad como por su cantidad, veintisiete obras, que incluyen ocho lienzos (de un total de dieciséis) de la única serie de pintura de castas que realizó, considerada la mejor de las más de ciento veinte que se conocen. También hay doce de una serie de quince óleos sobre la Vida de la Virgen, de 1751, una de las primeras que firmó, además de otras imágenes religiosas. De su mano posee asimismo el museo una miniatura, una Inmaculada ejecutada sobre pergamino.
José de Ibarra, otro de los pintores más importantes de la primera mitad del XVIII en México, está representado con tres pinturas religiosas, un retrato y siete lienzos de una serie de pintura de castas incompleta —en total se conocen once óleos— que se le atribuye.
De Juan Patricio Morlete el museo tiene desde 2020 una Virgen de Guadalupe sobre cobre atribuida, aunque a otra autógrafa de superior calidad, firmada y datada, que se hallaba en una colección particular española, la Junta de Calificación, Valoración y Exportación le concedió en cambio permiso de exportación y fue subastada en Christie's Nueva York en 2019. En 2021 se sumó una segunda pieza a la colección, Bodegón con frutas, aves y jarrones de flores.
Del más temprano artista plástico puertorriqueño, José Campeche, hay sendos óleos representativos de cada uno de los dos estilos de su carrera: el inicial, con un San José y el Niño, y el segundo, de marcado carácter rococó, que desarrolló a partir de 1776 a raíz de su contacto con el peninsular Luis Paret —desterrado en la isla entre 1775 y 1778—, con un San Juan Bautista, datado en 1792.
De la escuela neogranadina hay un lienzo, firmado y datado en 1685, de su más destacado representante, Gregorio Vásquez de Arce: La Huida a Egipto. También una representación de la Virgen de Monguí, fechada entre el último cuarto del siglo XVII y el primero del XVIII, un retablo portátil del XVIII, y una imagen, tal vez del XIX, de la Virgen de Chiquinquirá, los tres anónimos.
De la escuela cuzqueña existe representación de dos de sus miembros más importantes: Diego Quispe Tito (La degollación de san Juan Bautista y La Adoración de los Reyes) y Basilio de Santa Cruz Pumacallao (un San Miguel arcángel atribuido). Por su parte, del pintor más relevante de la escuela limeña de mediados del siglo XVIII, Cristóbal Lozano, hay un retrato ecuestre de José Antonio Manso de Velasco, I conde de Superunda y XXX virrey del Perú, de grandes dimensiones (291 × 238 cm), aunque gran parte de él se halla en mal estado de conservación. Y del siglo XIX se cuenta con un enorme lienzo (246 × 465 cm) atribuido a Francisco Javier Cortés: Vista de la entrada en la ciudad de Quito de las tropas españolas remitidas por el virrey del Perú en 1809.
Otros pintores representados son Juan de Correa (una Adoración de los pastores atribuida y una Virgen de Loreto), Nicolás de Correa (Multiplicación de los panes y los peces, una de las escasas obras firmadas por el autor que se conocen), Nicolás Rodríguez Juárez, su hermano menor, Juan; Vicente Albán, Melchor Pérez de Holguín (Entrada del virrey arzobispo Morcillo en Potosí), José de Páez (once óleos, que incluyen uno de sus retratos más sobresalientes, el del gobernador de Oaxaca Francisco Antonio de Larrea y Vitorica con sus dos hijos, Miguel José Joaquín y Pedro Nolasco José), Luis Lagarto, Alonso López de Herrera («El divino Herrera»), José de Alcíbar, Alonso Vázquez (dos tablas atribuidas), Nicolás Enríquez, Luis Berrueco (una serie de pintura de castas completa, con dieciséis escenas distribuidas en cuatro lienzos —originalmente uno solo, destinado a ser dividido en dieciséis pinturas independientes—), Carlos Clemente López, su hijo Andrés López, Luis de Mena, Andrés de Islas (una serie de pintura de castas completa —dieciséis lienzos—, además de un retrato de sor Juana Inés de la Cruz) y José Joaquín Magón (una serie sobre la Vida de la Virgen integrada por diecisiete óleos sobre cobre).

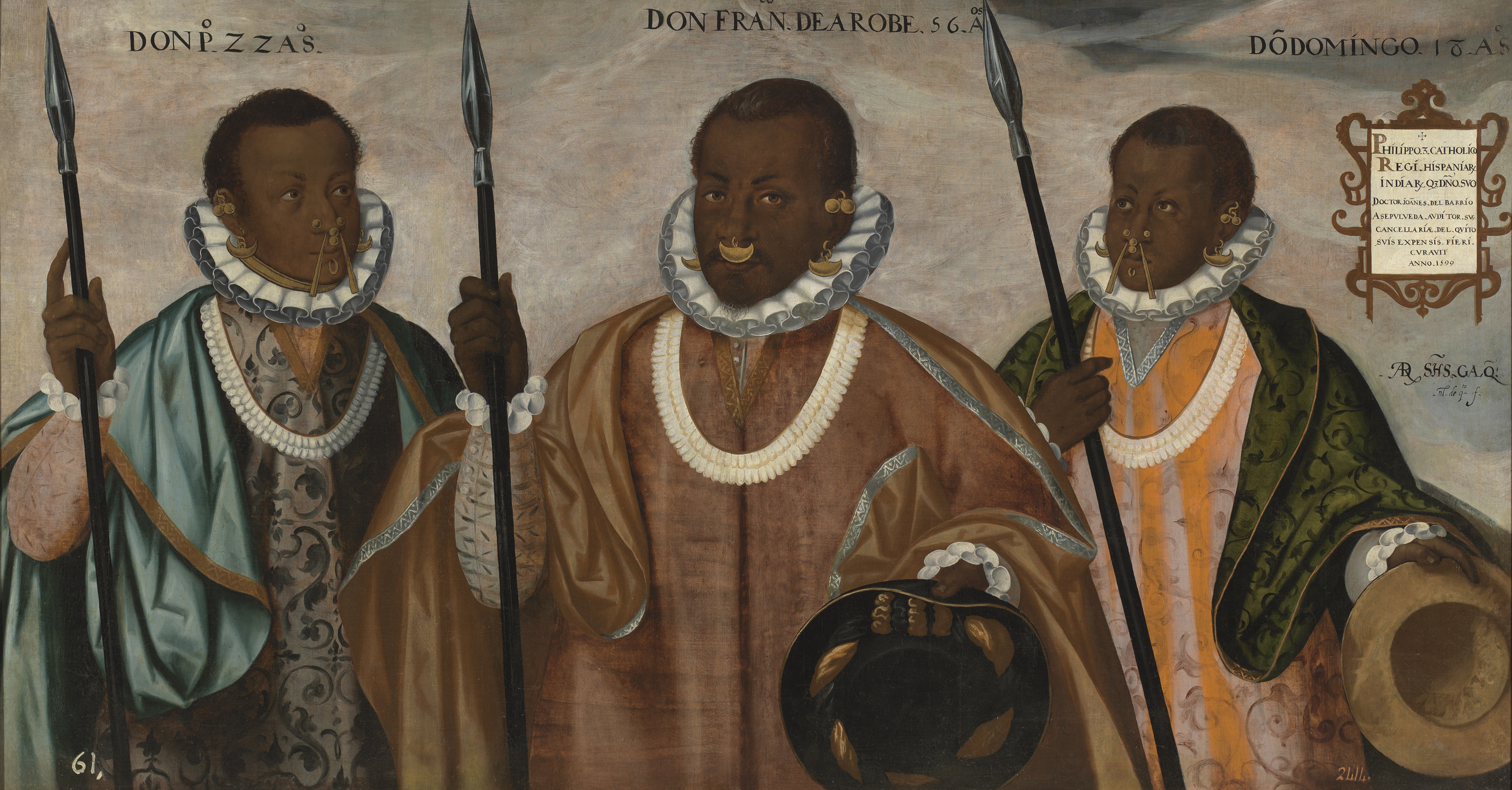
Los mulatos de Esmeraldas, de Andrés Sánchez Gallque (escuela quiteña), 1599 (depósito del Museo del Prado).
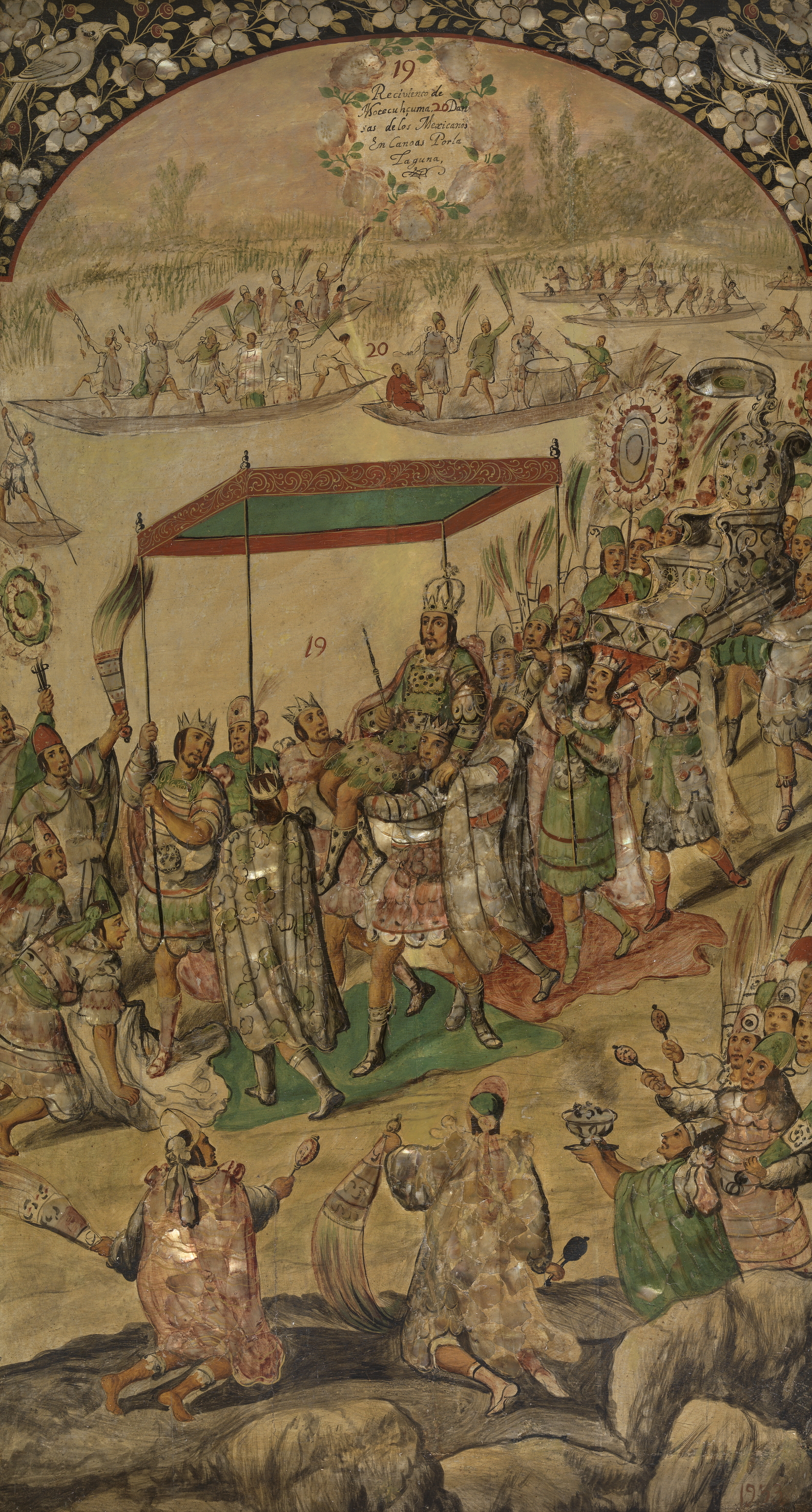
Conquista de México. Recibimiento de Moctezuma, enconchado de Juan y Miguel González, escuela novohispana, 1698 (depósito del Prado).
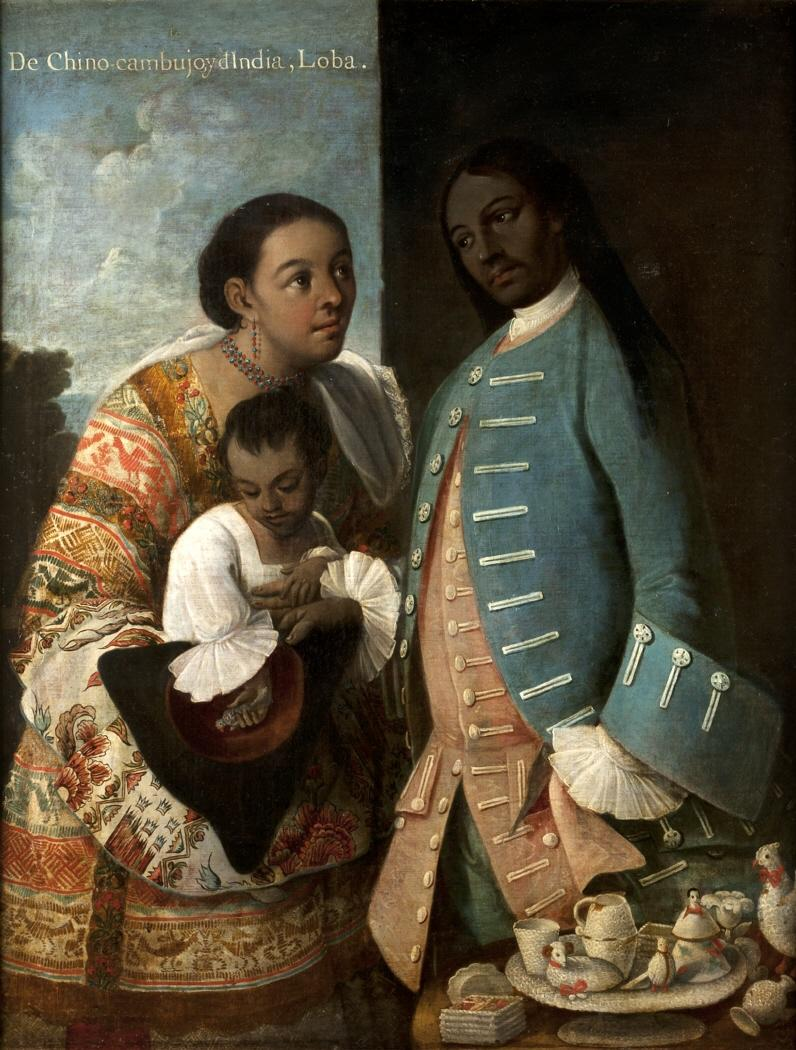
Escena de mestizaje (pintura de castas): De chino cambujo e india, loba. Miguel Cabrera, escuela novohispana, 1763.
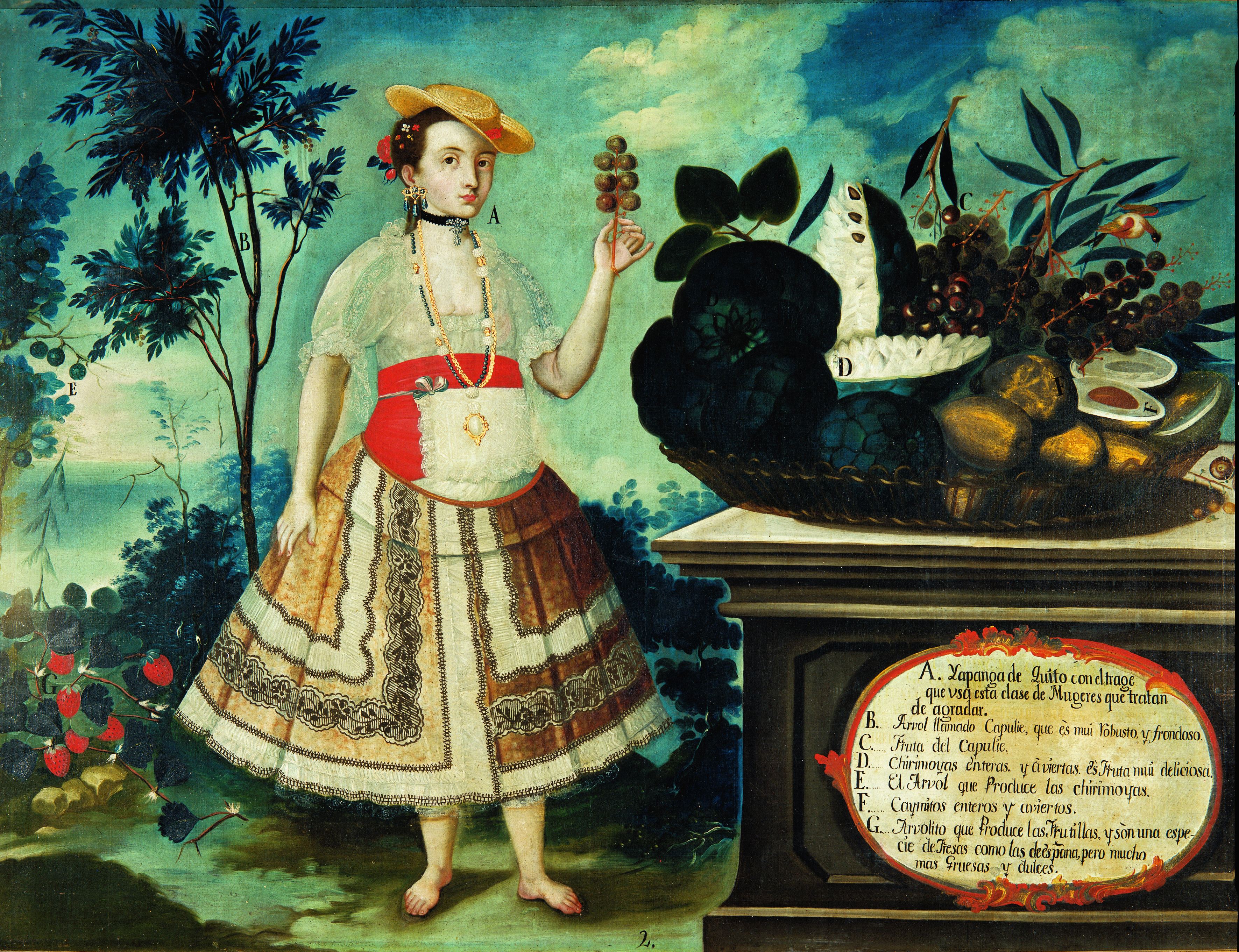
Yapanga de Quito con el traje que usa esta clase de mujeres que tratan de agradar. Lienzo de Vicente Albán de 1783, escuela quiteña.

#### Escultura
De la escuela huamanguina, que realizaba sus trabajos en la llamada piedra de Huamanga —un tipo de alabastro—, apenas hay ejemplos en España, lo que otorga relevancia adicional a las dos esculturas de esta escuela que conserva el museo, un San Miguel Arcángel y una Piedad, ambas del siglo XVII y de buena factura, a las que se une un Nacimiento de figuras de pequeño tamaño datado en la primera mitad del siglo XIX.
De Pedro Laboria, escultor nacido en Andalucía que se estableció en el Virreinato de Nueva Granada, y que está considerado el más brillante de los activos en dicho territorio durante el período virreinal, el museo tiene un San Francisco Javier.
En 1877, Ignacio Muñoz de Baena y Goyeneche, VI marqués de Prado Alegre, donó un conjunto de figuras de cera de Andrés García (México, siglo XIX), con ciento veintiséis números de catálogo, aunque algunos eran grupos de varias figuras. Gracias a esta donación, a la que se sumó la de varias figuras más realizada en 1967 por Luis Pereda, el Museo de América posee la más importante colección de figuras de cera mexicanas, tanto por su cantidad (en la actualidad más de ciento cincuenta ejemplares), como por su calidad y variedad.

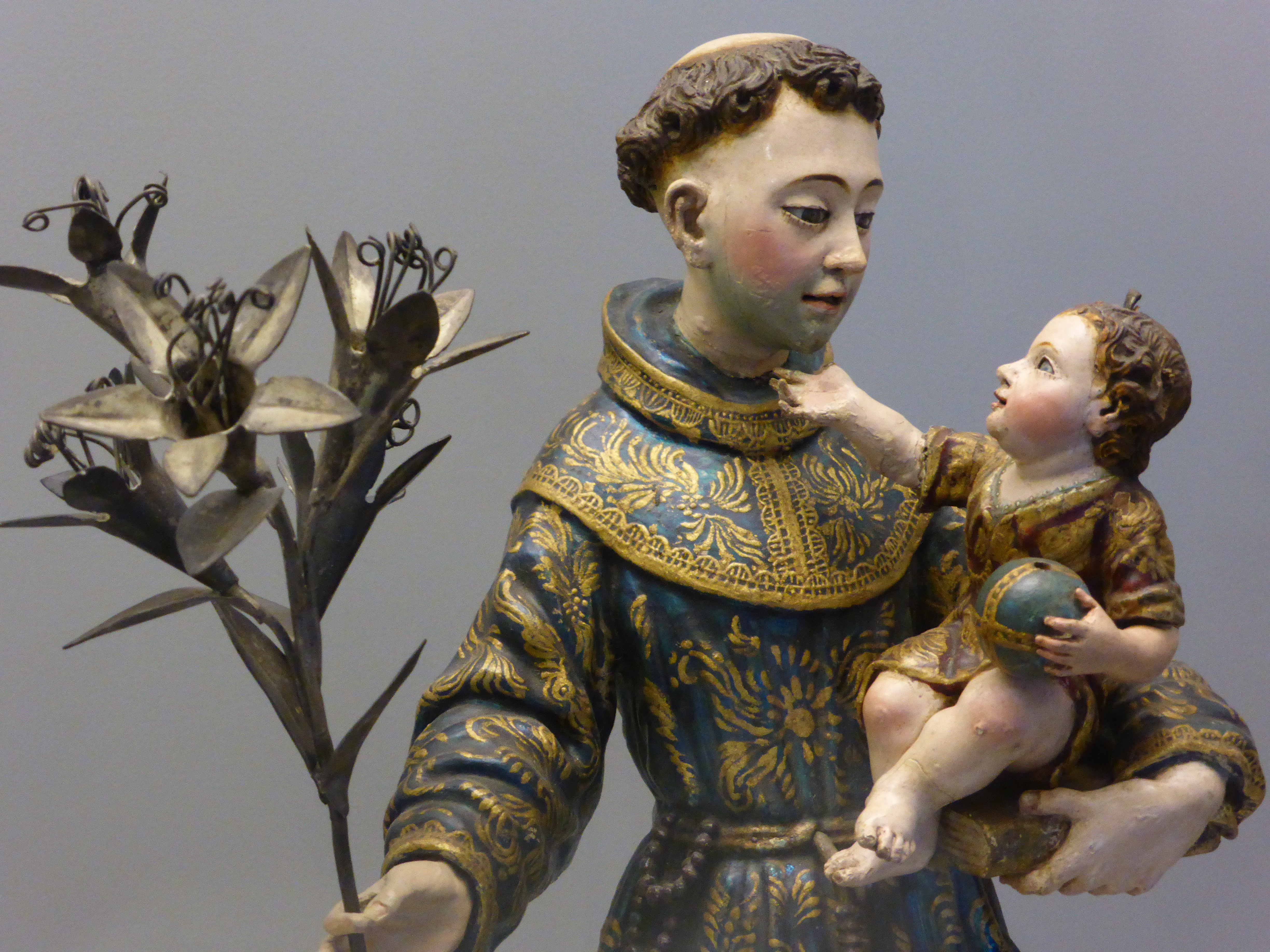
Imagen de San Antonio, con el Niño Jesús sentado sobre la Biblia (detalle). Talla en madera policromada, del siglo XVIII, de la escuela quiteña.
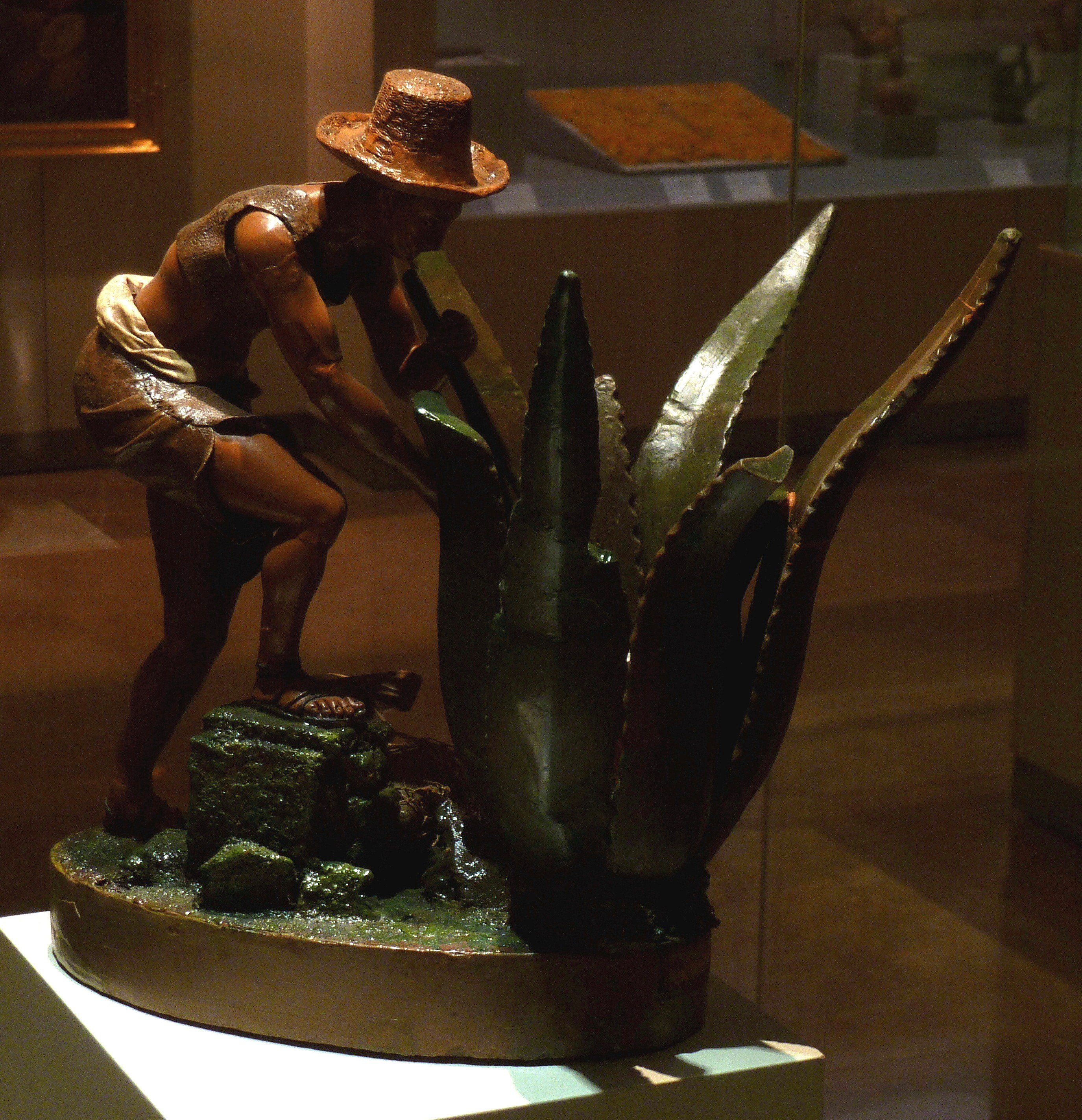
Tlachiquero extrayendo el jugo del maguey,[nota 3] figura de cera de Andrés García. México, primera mitad del siglo XIX.

#### Platería
La colección de platería incluye piezas virreinales y también algunas realizadas en los países americanos tras su independencia y en Filipinas. La virreinal es la más numerosa entre las colecciones españolas, si bien heterogénea.
Figuran obras de los principales focos: Virreinato de Nueva España, Capitanía General de Guatemala y Virreinato del Perú. De Nueva España son dos placas ornamentales neoclásicas realizadas por José María Rodallega, el más destacado orfebre novohispano de la segunda mitad del siglo XVIII. Característicos de los obradores de la Gobernación de Cuba, integrada en el virreinato novohispano, son el uso de entramados de plancha recortada y calada en cuyo interior se añadían labores en filigrana, así como la presencia de putti. El museo posee una pareja de perfumadores con estos rasgos, datada en la segunda mitad del siglo XVII, una centuria en la que los talleres de platería de la isla vivieron un extraordinario auge, en especial precisamente durante su segundo decalustro.
En la Capitanía General de Guatemala el arte de la platería comenzó a desarrollarse a mediados del siglo XVI y llegó a alcanzar un gran esplendor, que perduró hasta mediados del XIX. Sus producciones se caracterizan por su originalidad, tanto en lo referente a tipologías como a ornamentaciones. De este origen es la pieza más antigua de toda la colección de platería del museo, un jarro de pico labrado en Antigua Guatemala hacia 1575, que además es una de las más sobresalientes, puesto que existen pocas de su tipo. Del tercer cuarto del siglo XVII hay una excepcional copa de oro. Posiblemente se trate de una copa de comunión —empleada para dar a beber agua tras comulgar—, una tipología de la que hasta la publicación del ejemplar del museo solo se conocían piezas ejecutadas en plata, mientras que de la existencia de copas realizadas en oro únicamente se sabía por estar documentada en inventarios de la época. Por otra parte, del más eminente platero guatemalteco, Miguel Guerra, el museo cuenta con una tachuela datada hacia 1790, de estilo rococó.
Del Virreinato del Perú hay otro jarro de pico, ejecutado quizás en un taller limeño, procedente del pecio del galeón Nuestra Señora de Atocha. También una mitra, igualmente de plata, atribuida a talleres potosinos, que probablemente estuviera destinada en origen a coronar la talla de algún santo obispo.

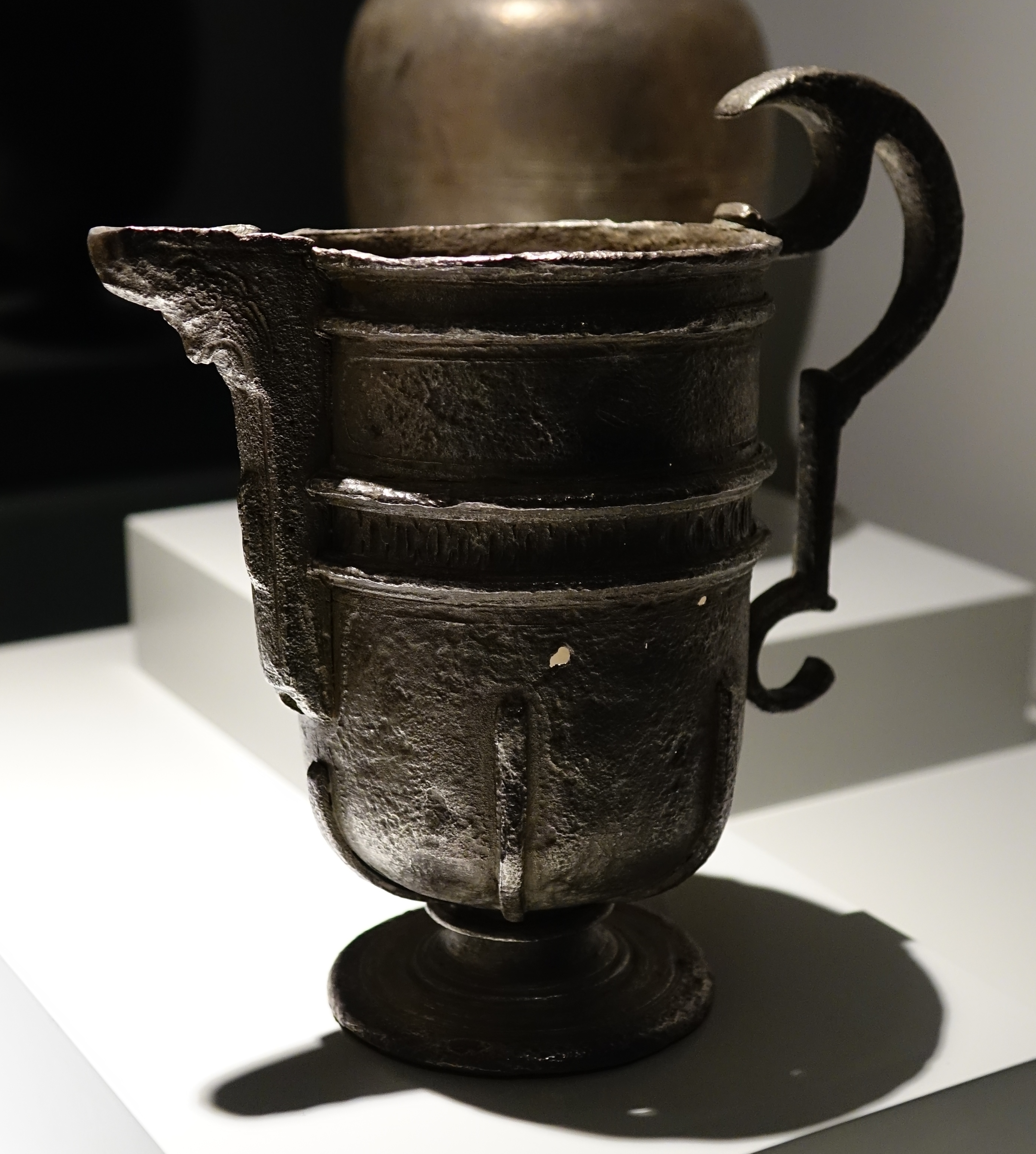
Jarro de pico. Plata. Virreinato del Perú, tal vez taller limeño, c. 1600-1622. Procedente del pecio del galeón Nuestra Señora de Atocha.
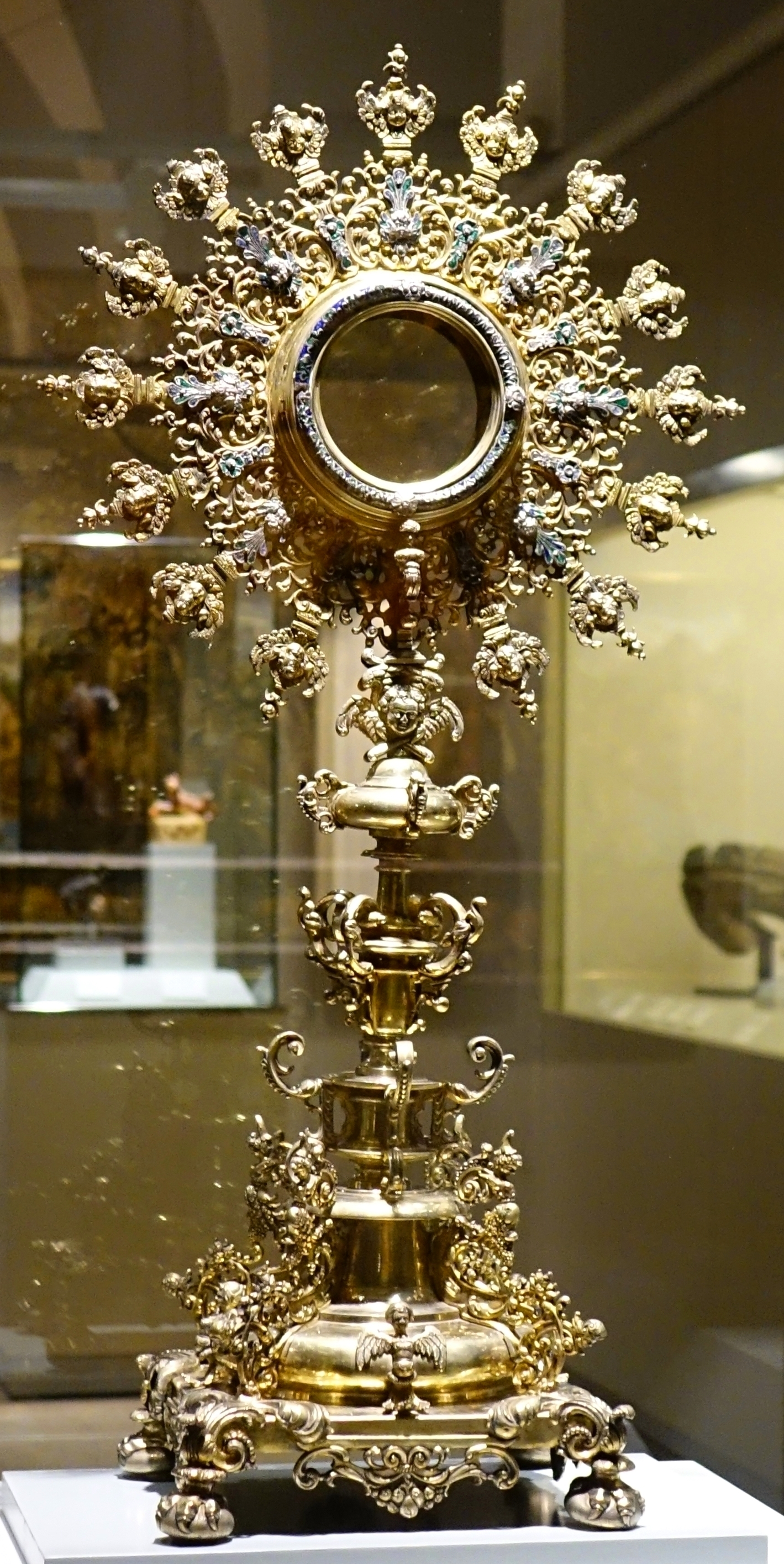
Custodia de sol. Plata sobredorada y esmalte. Escuela cuzqueña, último tercio del siglo XVII.
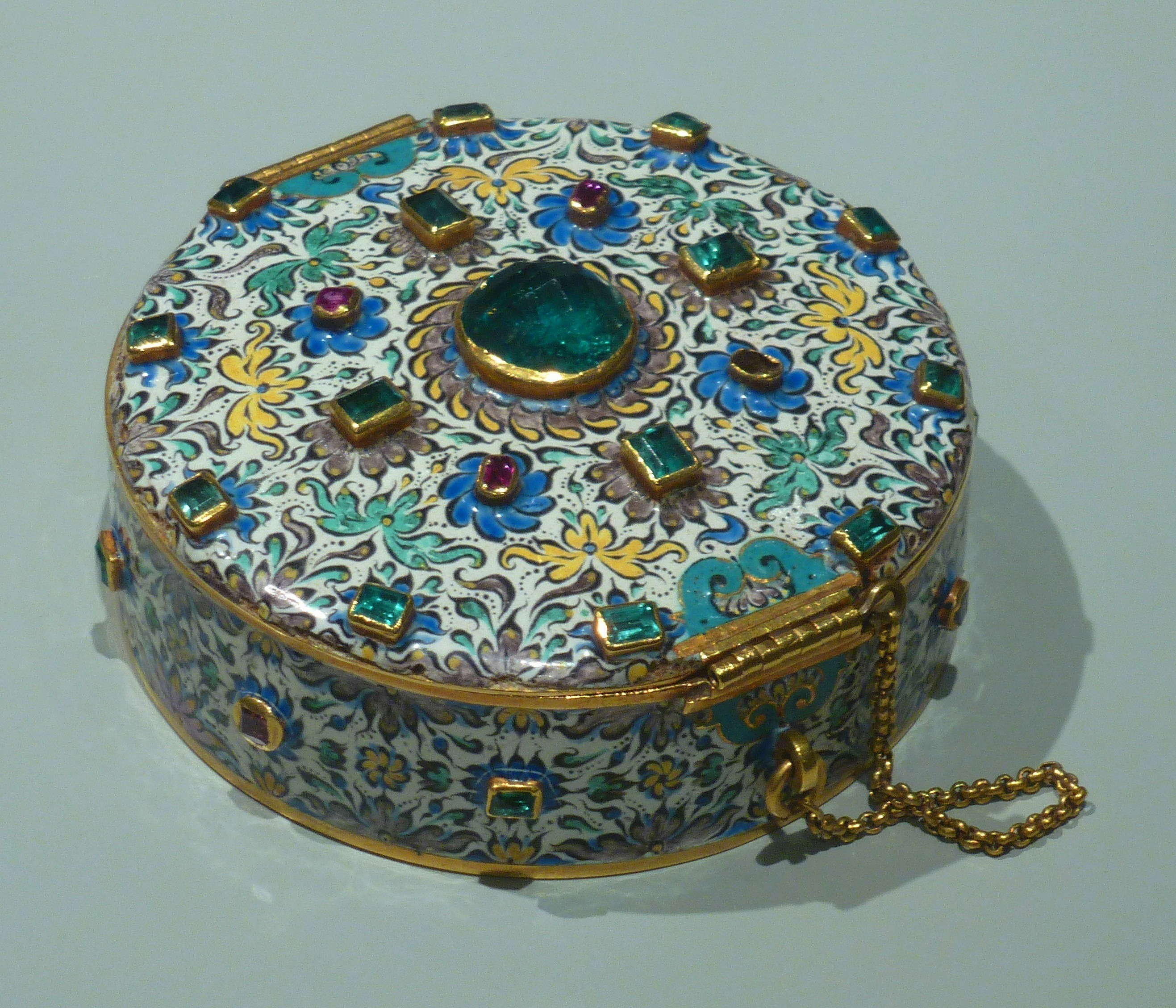
Portaviático.[nota 4] Oro con decoración de esmaltes a la porcelana, esmeraldas y rubíes. Taller limeño de finales del siglo XVII (atribución).

#### Cerámica
En el campo de la cerámica resulta fundamental el grupo integrado por casi un millar de piezas del XVII, reunidas en ese siglo por Catalina Vélez de Guevara, IX condesa de Oñate, y legadas en 1884 al Museo Arqueológico Nacional por María Josefa de la Cerda y Palafox, condesa viuda de Oñate. Destaca entre todas la colección de cerámica de Tonalá —procedente en su casi totalidad de ese legado—, la más importante que se conserva en el mundo.

## Cifras de visitantes
Fuente: Ministerio de Cultura y Deporte